# おはスタ
『おはスタ』は、テレビ東京系列6局ネットで放送される日本の平日早朝の子供向けバラエティ番組。

## 概要
1997年10月1日放送開始。小学館の漫画雑誌『月刊コロコロコミック』のテレビ版としてスタートした。初代のメインMCは山寺宏一で、以後のメインMC3人も含め、全員声優を本業とする人物が代々引き継いでいる。流行語大賞を受賞した「おーはー」（「おっはー」）はこの番組が起源。正式名称は『おはスタ -THE SUPER KIDS STATION-』で、1980年代に放送された『おはようスタジオ』のリメイク的番組。
2022年10月時点で放送26年目に突入し、テレビ東京の平日朝のニュース・情報番組の最長記録を更新し続けている（基本的にニュースは放送していないが一時期「おはスタ ヘッドライン」というコーナーが2000年から2006年まであった。天気予報は放送されている）。また、在京民放キー局制作・全国ネットの朝の生放送番組としても、フジテレビの『めざましテレビ』に次いでの長寿番組となっている。
1998年から1999年頃にかけての一時期は、キッズステーションで『おはスタ5』として、本来の放送日の夕方5時の異時放送がされていた。また、2000年12月よりBSジャパンでも放送を開始したが、権利団体と権利上の問題で折り合いが付かず、1か月弱で終了した（時差放送やニュースの同時放送など一部を除いて、地上波の番組はほぼ同時に打ち切られた）。後に放送開始した、姉妹番組『おはコロシアム』シリーズは開始当初から現在まで、BSジャパンでも遅れネットという形で放送されている。
毎年行われるゲームや玩具のイベント「次世代ワールドホビーフェア」でステージも行っている。
2022年1月現在の放送時間は7時5分 - 7時30分（独立局3局のうち2局ではフルネットしていた（放送局の項を参照）。
1997年10月の番組開始当初は7時5分（正確には7時4分45秒にオープニングタイトルを流し、7時5分から本編） - 7時25分の「スーパーライブ」のみの放送だったが、1998年4月から6時45分 - 7時25分となり、45分番組となった。ただし、ネット局やセールス・制作上での事情から45分全てが生放送となることは不可能で、7時5分を境にした二部構成（スポンサーセールスも7時5分を境に区切っている）となり、7時3分まではすべて事前収録の第1部枠（後の『おはスタ645』）となった。同年10月から現在の7時30分終了になる。
2011年10月3日には13年ぶりに編成の刷新が行われ、第1部がこれまでの7時3分終了が3分短縮され7時終了に、第2部スーパーライブがこれまでの7時5分開始から4分拡大され7時1分開始に変更された。内容面でも大幅な刷新が行われ、第2部はそれまでの情報番組然とした内容に学校の設定をプラスし、さらに1999年3月以来12年半ぶりに初代テーマ曲の『OHA OHA スターター』をオープニングに使用する原点回帰的な演出もあった。2年後の2013年9月30日からは、第1部が1分短縮され6時59分終了に、第2部スーパーライブが2分拡大され6時59分開始に変更、第1部と第2部はステブレレスで接続となった。
2015年4月6日、放送開始から4,500回を迎えるのを機会に1997年の番組開始以来使われてきたタイトルロゴを新しいものにリニューアルすると同時に、レギュラーメンバーの総入れ替えや一部企画の大幅リニューアルが施され、「おはスタ645」パートでは番組初の試みとして、ソフトバンクモバイルなどが開発したロボット「Pepper」がMCを務めるなどの新企画を展開した。
2016年4月より、『チャージ730!』が『モーニングチャージ!』に改題のうえ、放送時間が6時40分 - 7時5分に変更されるため、18年続いた第1部枠が廃止となり、1998年3月以来に25分の単発番組に逆戻りする形となった。スタジオセットの刷新やそれまでのレギュラーメンバーもほぼ全員降板し、18年半メインMCを務めた山寺も勇退。新たなメインMCには花江夏樹と小野友樹が抜擢され、レギュラーメンバーも再び総入れ替えとなった。同時に『モーニングチャージ!』からのステブレレス放送に変更。また、この時期より夏休みスペシャルなど事前収録の回で字幕放送を開始した。この改編以降、『スーパーライブ』の名称はほとんど使われていない。
2017年4月17日には、放送回数5,000回を迎えた。
2017年10月で放送開始から20周年の節目を迎えるのに伴い、スタジオセットをリニューアル。これを前に同年10月2日放送分から10月6日放送分はテレビ東京の副調整室から生放送を行い、2017年10月6日放送分では新スタジオセットの一部が公開された。そして10月9日放送分よりレギュラーメンバーの入れ替えが施され、はなちゃん（花江夏樹）が初代メインMCの山寺宏一以来1年半ぶりに全曜日を担当すると同時に、名前の表記がニックネームからフルネーム表記に戻っている。当初は7時5分00秒〜7時5分30秒はアバンタイトルとなりCMを挟んで本編開始が7時7分からとなったが、12月11日放送分より『モーサテ』からのステブレレス放送となる。
2020年4月6日放送分からスタジオセットを一新しての生放送を行う予定だったが、新型コロナウイルス感染拡大の影響でスタジオでの使用を停止していることから同年5月29日までリモート放送で行われた。同年6月1日から生放送を再開した。しかし、同年9月10日にアイクぬわらの新型コロナウイルスの感染が判明、9月9日放送分より1週間は一部出演者がリモート出演を行っていた。
2020年9月25日放送でメインMCの花江が10月2日をもって番組を卒業すると発表し、同日に初代MCの山寺宏一が登場し、花江の卒業に駆けつけた。花江の卒業で新メインMCが月曜日のレギュラーだった木村昴に交代。
2021年9月30日放送をもって、びわ湖放送・テレビ和歌山・奈良テレビが打ち切り、翌日以降テレビ東京系列局のみでの放送となる。また、同年10月4日放送分から放送25周年イヤーとしてスタジオセットを一新しての生放送を開始。これは前年6月以来1年4か月ぶりである。
2022年1月19日放送回にて生放送回数が5500回（放送回数では通算6207回目の放送）を迎え、「子供向け生放送テレビ番組の最多エピソード数」でギネス世界記録に認定された。
2022年10月3日放送分から動画配信サービスにおいての見逃し配信を開始し、放送当日の17時から「ネットもテレ東」と「TVer」にてそれぞれ期間限定で配信する。
2025年2月24日の放送分で、放送回数7,000回を迎えた。

## 現在の放送内容
（2025年4月7日 - ）

### 出演者
|              |              | 月曜日 | 火曜日 | 水曜日 | 木曜日 | 金曜日 |
| ------------ | ------------ | --- | --- | --- | --- | --- |
| メインMC     | メインMC     | スバにぃ（木村昴）（2020年4月6日 - ） | スバにぃ（木村昴）（2020年4月6日 - ） | スバにぃ（木村昴）（2020年4月6日 - ） | スバにぃ（木村昴）（2020年4月6日 - ） | スバにぃ（木村昴）（2020年4月6日 - ） |
| おはキッズ   | おはキッズ   | 安保心結（2024年4月1日 - ） 五十嵐翔和（2024年4月1日 - ） 原寧々（2024年4月1日 - ） 宮本琉成（2024年4月1日 - ） 森島律斗（2024年4月1日 - ） | 安保心結（2024年4月1日 - ） 五十嵐翔和（2024年4月1日 - ） 原寧々（2024年4月1日 - ） 宮本琉成（2024年4月1日 - ） 森島律斗（2024年4月1日 - ） | 安保心結（2024年4月1日 - ） 五十嵐翔和（2024年4月1日 - ） 原寧々（2024年4月1日 - ） 宮本琉成（2024年4月1日 - ） 森島律斗（2024年4月1日 - ） | 安保心結（2024年4月1日 - ） 五十嵐翔和（2024年4月1日 - ） 原寧々（2024年4月1日 - ） 宮本琉成（2024年4月1日 - ） 森島律斗（2024年4月1日 - ） | 安保心結（2024年4月1日 - ） 五十嵐翔和（2024年4月1日 - ） 原寧々（2024年4月1日 - ） 宮本琉成（2024年4月1日 - ） 森島律斗（2024年4月1日 - ） |
| アナウンサー | アナウンサー | 髙橋大悟（2024年4月4日 - ） | 冨田有紀（2024年4月2日 - ） | 藤井由依（2024年4月3日 - ） | 長部稀（2024年4月1日 - ） | 山本倖千恵（2025年4月11日 - ） |
| コーナー     | コーナー     | | | | | ハナコ（菊田竜大・秋山寛貴・岡部大）（2025年1月10日 - ）                                                                                    |
| ナゾトキ     | ナゾトキ     | 松丸亮吾（2019年4月12日 - ） | 松丸亮吾（2019年4月12日 - ） | 松丸亮吾（2019年4月12日 - ） | 松丸亮吾（2019年4月12日 - ） | 松丸亮吾（2019年4月12日 - ） |

#### 定期 / 不定期
- 岩井勇気（ハライチ）[注 14][注 15]
- サンシャイン池崎[注 16]
- ちゃおガール：毎月3日前後に『ちゃお』の宣伝に登場。2015年5月1日[8]、6月3日[9]はみれな（黒澤美澪奈）が、同年7月3日[10]から2017年4月3日[11]まではゆい（加藤結）が、同年4月28日[12]にはゆいゆい（植村友結）が、同年6月2日[13]、7月3日[14]はゆづみ（新谷ゆづみ）が、同年9月1日[15][16][注 17]、10月3日[17]はくるみ（宮田くるみ）が出演。11月から2018年9月までおはガールとなったくるみがちゃおガールとして出演していた。（2015年5月1日 - ）
- 1年コロ組担任 スズキ先生：毎月21日前後に『コロコロイチバン!』の宣伝に登場。（2017年5月 - ）
- 桜本健三（都留拓也（ラパルフェ））：木曜日のコーナー『ドギラゴン桜』→『桜本先生のデュエゼミ』→『デュエマ開封革命』→『コロ盛』→『俺コロ。』に出演。（2021年12月9日 - ）
- アルティメッ・トイデ：毎月4日前後に『最強ジャンプ』の宣伝に登場。（2022年4月4日 - ）
- コットン（西村真二・きょん）：月曜コント劇場『大門寺と問題児』に出演。（2024年4月1日 - ）
- リンダカラー∞（Den・たいこー・りなぴっぴ）：月曜日のコーナー『ジャンプ大好き！リンダカラー∞ おはトモのお悩み解決！』に出演。（2024年4月1日 - ）
- 大谷健太：水曜日のコーナー『OHA！YAKUCHI お兄さんの言えたらヒーロー言葉』→月曜日のコーナー『週刊！早口ジャンプ』に出演。（2024年6月5日 - ）
- コロコロ推し松：毎月15日前後に『月刊コロコロコミック』の宣伝に登場。（2024年10月10日 - ）
- せきぐちあいみ：火曜日のコーナー『みんなで作る！おはバースプロジェクト』に出演。（2025年4月15日 - ）

#### CGキャラクター
- ジャーニー[18][注 18]（2022年4月4日 - ） - 毎週月曜日に『ジャンプ曜日』コーナーに出演。担当声優は不定期で変更される。

- 中井和哉 - 2022年4月4日 - 25日、2023年2月27日
- 関智一 - 2022年5月2日 - 30日、2023年4月3日・17日・12月25日、2024年3月18日・7月1日 - 22日・11月25日・12月23日、2025年7月7日・14日
- 大谷育江 - 2022年6月6日 - 27日、2023年9月11日、2025年1月13日 - 27日
- 山口勝平 - 2022年7月4日・11日・25日、2023年2月20日・5月15日、2024年3月4日・11日・25日、2025年3月3日 - 31日
- 興津和幸 - 2022年7月18日、2023年11月27日、2024年1月22日・4月15日・22日
- 田中真弓 - 2022年8月1日 - 22日
- 種﨑敦美 - 2022年8月29日・9月12日・26日
- 梶原岳人 - 2022年9月5日
- 花江夏樹 - 2022年9月19日
- 緒方恵美 - 2022年10月3日 - 31日、2023年10月16日 - 30日
- 岡本信彦 - 2022年11月7日 - 28日、2023年5月22日・11月13日、2025年5月26日 - 6月9日
- 平田広明 - 2022年12月5日、2024年5月6日・11月11日
- 榎木淳弥 - 2022年12月12日、2024年10月7日
- 梶裕貴 - 2022年12月19日
- 三宅健太 - 2022年12月26日、2023年3月6日 - 20日・11月20日、2024年1月8日・15日・29日・4月1日・11月18日
- 森久保祥太郎 - 2023年1月9日 - 30日
- 三木眞一郎 - 2023年2月6日
- 岡村明美 - 2023年2月13日
- 仲村宗悟 - 2023年4月10日・24日
- くじら - 2023年5月1日・29日・10月2日
- 永瀬アンナ - 2023年6月5日・7月3日
- 神尾晋一郎 - 2023年6月12日、2024年10月14日・28日・11月4日、2025年1月6日・7月21日
- 津田健次郎 - 2023年6月19日
- 林勇 - 2023年6月26日
- 川島零士 - 2023年7月10日、2024年10月21日
- 武内駿輔 - 2023年7月17日
- 河西健吾 - 2023年7月24日
- 田村睦心 - 2023年8月28日、2024年4月29日
- 速水奨 - 2023年9月4日・25日
- 井澤詩織 - 2023年9月18日
- 三瓶由布子 - 2023年10月9日
- 川島得愛 - 2023年11月6日・12月18日、2024年4月8日
- 稲田徹 - 2023年12月4日
- 難波圭一 - 2023年12月11日
- 杉山紀彰 - 2024年2月5日 - 26日
- 宇垣秀成 - 2024年5月13日 - 27日・9月2日 - 30日
- 水島裕 - 2024年6月3日 - 24日
- 石橋陽彩 - 2024年12月2日 - 16日・2025年2月10日
- 千葉翔也 - 2025年2月3日・24日
- 福西勝也 - 2025年2月17日、6月16日 - 30日
- 鈴木崚汰 - 2025年4月7日 - 5月12日
- 高橋広樹 - 2025年5月19日

#### 着ぐるみキャラクター
- ピカチュウ（声優：大谷育江） - 不定期に出演。かつては毎年7月中旬にポケモン映画の宣伝で出演していた。

## 過去の放送内容
（1997 - 2015年度）

### 第1部「おはスタ645」
録画放送。2015年4月6日に再リニューアルを行い、タイトルが「おはスタ645」（ - ロクヨンゴー）になった。第1部と第2部の間に、かつては「この後はスーパーライブ!やまちゃん、よろしく!」 →「続いてはスーパーライブだ!やまちゃん、よろしく!」→「続いてはスーパーライブ、スタート!」→「この後はスーパーライブ、見てね〜!」という振りがあったが2014年8月29日を最後に廃止した。
コーナー

#### 第1部のタイトルの変遷
第1部はほぼ1年おきにリニューアルをしているため、その都度タイトル名が下記の通り変更されている。そして2016年度からはスーパーライブの後座番組「チャージ730」が「モーニングチャージ」に改題し、6:40 - 7:05になったため、廃止された。
- アイスタ（アイランドスタジオ） / 1998年4月 - 1999年3月
- サテスタ / 1999年4月 - 2000年3月
- プレスタ / 2000年4月 - 2000年6月
- おはスタワー / 2000年7月 - 2000年9月
- タワスタ（おはスタワースタジオ） / 2000年10月 - 2002年3月
- ガチャスタ（ガチャパーワールドスタジオ） / 2002年4月 - 2005年3月
- バクスタ（バトルクイズスタジアム） / 2005年4月 - 2006年3月
- バクスタ宇宙ステーション / 2006年4月 - 2007年8月
- おはスタ / 2007年9月 - 2008年3月
- 移動スタジオ OHAベース / 2008年4月 - 2009年3月
- ムッシータウン / 2009年4月 - 2010年9月
- おはスタ645 / 2010年10月 - 2014年3月
- おはスタ645GO!GO!!! / 2014年4月 - 2015年3月
- おはスタ645 / 2015年4月 - 2016年4月

### 第2部「スーパーライブ⇒SUPER LIVE」
6:59 - 7:30の第2部は生放送となっており第1部とは完全に独立している。通常、テレビ東京第4スタジオ（虎ノ門時代はテレビ東京第2スタジオ）からだが、まれに地方からの放送または2元中継がある。2004年4月からハイビジョン化しており、民放の中でも非常に早かった。ただし、2009年3月まではスタジオ部分のみハイビジョン制作(スタジオ部分以外は標準画質)で、2009年4月以降は全編ハイビジョン制作となった。また、春休み中の1週間、7月下旬〜8月下旬の約4週間および年末年始はロケ収録したものを放送（年末年始はロケではなく、スタジオで生放送風に見せる事前収録形式の場合もある）。その際は天気予報は放送されない。また、ムッシータウンと同様に2010年7月5日からはレターボックス化。通常は字幕放送は行っていないが、2015年3月から事前収録の日に限り字幕放送を実施している。本番組はアニメ番組ではないが、ポケモンショックを受けて1998年4月からは冒頭に「テレビは明るいところで離れて見ましょう」というテロップを出している。
内容は、おもちゃなどの紹介や「コロコロランキング」、学校や遊びに関連したコーナー、天気予報など。小学館の雑誌と連動した企画もある。子ども向け番組であることから、商品について「発売」「購入」という言葉を使うことは禁止されており、「登場」「ゲット」と表現している。
また、小学館でない出版社のアニメ・漫画のキャラクター（例：『ケロロ軍曹』（角川書店）。ただし、この時期は映画の制作元である角川ヘラルド映画がスポンサーに入っていた）などが出演するケースもある。さらに、2009年から不定期に集英社の少女漫画雑誌『りぼん』の連載漫画との連動企画を実施している。
以前は第3スタジオから生放送していた。また2000年2月 - 3月は通常スタジオの改装工事に伴い、天王洲スタジオから生放送したことがある。
2007年12月頃から一時的にCM後毎回現在の時刻を読み上げていた時期もあったが、現在も不定期に行われている。
2011年10月から2013年6月までおよび2014年以降の4月初旬頃から5月下旬ごろまでオープニングCGが導入していた（例えば、12月1日から25日まではクリスマスバージョン）。
放送終了直前には、以下のフレーズを言っている。
| パターン                               | セリフ                              |
| -------------------------------------- | ----------------------------------- |
| 通常                                   | 今日も元気に熱く、行ってらっしゃい! |
| 休日・春休み・夏休み・冬休み・臨時休校 | 今日も元気に熱く、おーはー!         |
| クリスマス                             | 〇〇は、おはメリークリスマス!       |
| 年内最後                               | よいお年おーはー!                   |

コーナー

## テーマソング
| 期間       | 期間       | オープニング                                                            | オープニング                                                    | エンディング                                                    |
| 期間       | 期間       | 6時台                                                                   | 7時台                                                           | エンディング                                                    |
| ---------- | ---------- | ----------------------------------------------------------------------- | --------------------------------------------------------------- | --------------------------------------------------------------- |
| 1997.10.01 | 1998.03.31 | （放送なし）                                                            | OHA OHA スターター （やまちゃん&レイモンド）                    | ジャバジャバモーニング （やまちゃん&レイモンド）                |
| 1998.04.01 | 1999.03.31 | OHA OHA スターター （やまちゃん&レイモンド）                            | OHA OHA スターター （やまちゃん&レイモンド）                    | ジャバジャバモーニング （やまちゃん&レイモンド）                |
| 1999.04.01 | 2000.03.31 | OHA SKA! （おはおはキッズ With イマクニ?）                              | OHA SKA! （おはおはキッズ With イマクニ?）                      | OHA SKA! （おはおはキッズ With イマクニ?）                      |
| 2000.04.03 | 2000.12.01 | オリジナルBGM                                                           | オリジナルBGM                                                   | オリジナルBGM                                                   |
| 2000.12.04 | 2001.02.02 | オリジナルBGM                                                           | 春夏秋冬だいすっき! （ミニモニ。）                              | オリジナルBGM                                                   |
| 2001.02.05 | 2001.09.28 | オリジナルBGM                                                           | オリジナルBGM                                                   | オリジナルBGM                                                   |
| 2001.10.01 | 2002.03.29 | 君の前でピアノを弾こう （河村隆一）                                     | おは!おは!ザ・ワールド （おはガールグレープ）                   | 君の前でピアノを弾こう （おはガールグレープ）                   |
| 2002.04.01 | 2010.11.19 | オリジナルBGM                                                           | オリジナルBGM                                                   | オリジナルBGM                                                   |
| 2010.11.22 | 2011.09.30 | オリジナルBGM                                                           | マイ・スクール・マーチ （おはガールメープル with スマイレージ） | マイ・スクール・マーチ （おはガールメープル with スマイレージ） |
| 2011.10.03 | 2014.04.04 | オリジナルBGM                                                           | OHA OHA スターター                                              | OHA OHA スターター                                              |
| 2014.04.07 | 2014.08.29 | オリジナルBGM                                                           | オリジナルBGM                                                   | オリジナルBGM                                                   |
| 2014.09.01 | 2015.03.27 | オリジナルBGM                                                           | あいだにダイア （真心ブラザーズ）                               | あいだにダイア （真心ブラザーズ）                               |
| 2015.04.06 | 2015.08.29 | Sun☆Sun OHA! （グッドチョイスファミリー（城田純、Chu-Z、amorecarina）） | Start （城田純）                                                | Sun☆Sun OHA!                                                    |
| 2015.08.31 | 2015.09.25 | オリジナルBGM                                                           | Start （城田純）                                                | Sun☆Sun OHA!                                                    |
| 2015.09.28 | 2016.04.01 | Sun☆Sun OHA!                                                            | Start （城田純）                                                | Sun☆Sun OHA!                                                    |
| 2016.04.06 | 2016.11.04 | （放送なし）                                                            | バリOHA! （吉田隆）                                             | バリOHA! （吉田隆）                                             |
| 2016.11.07 | 2017.09.29 | （放送なし）                                                            | きよしのチキチキOHAソング （氷川きよし with コケッコ組）        | きよしのチキチキOHAソング （氷川きよし with コケッコ組）        |
| 2017.10.02 | 2017.10.06 | （放送なし）                                                            | OHA OHA スターター                                              | OHA OHA スターター                                              |
| 2017.10.09 | 2019.03.29 | （放送なし）                                                            | OHA!伝説 （やまちゃん & おはトモ合唱団）                        | OHA!伝説 （やまちゃん & おはトモ合唱団）                        |
| 2019.04.01 | 2019.08.30 | （放送なし）                                                            | 走れ!月火水木金曜日! （おはガール from Girls2）                 | 走れ!月火水木金曜日! （おはガール from Girls2）                 |
| 2019.09.02 | 2019.12.27 | （放送なし）                                                            | おはようのスマイル （おはガール from Girls2）                   | おはようのスマイル （おはガール from Girls2）                   |
| 2020.01.06 | 2020.04.03 | （放送なし）                                                            | Girl meets Girl （おはガール from Girls2）                      | Girl meets Girl （おはガール from Girls2）                      |
| 2020.04.06 | 2020.04.17 | （放送なし）                                                            | センチメートル （Girls2）                                       | サクラ道! （east2）                                             |
| 2020.04.20 | 2020.07.03 | （放送なし）                                                            | センチメートル （Girls2）                                       | チュワパネ （Girls2）                                           |
| 2020.07.06 | 2020.07.31 | （放送なし）                                                            | センチメートル （Girls2）                                       | Shining You, Shining Me 〜夢のチカラで〜 （south2）             |
| 2020.08.03 | 2020.08.28 | （放送なし）                                                            | センチメートル （Girls2）                                       | ワチャ×2 （west2）                                              |
| 2020.08.31 | 2020.09.07 | （放送なし）                                                            | センチメートル （Girls2）                                       | セーノでGO! （east2）                                           |
| 2020.09.08 | 2020.09.14 | （放送なし）                                                            | センチメートル （Girls2）                                       | オールOK!! （east2）                                            |
| 2020.09.15 | 2020.09.25 | （放送なし）                                                            | センチメートル （Girls2）                                       | ねっ! （east2）                                                 |
| 2020.09.28 | 2020.10.05 | （放送なし）                                                            | センチメートル （Girls2）                                       | 愛×2 （west2）                                                  |
| 2020.10.06 | 2020.10.12 | （放送なし）                                                            | センチメートル （Girls2）                                       | サ×3サイコー!! （west2）                                        |
| 2020.10.13 | 2020.10.26 | （放送なし）                                                            | センチメートル （Girls2）                                       | Never Give Up 〜うつむかず顔を上へあげて〜 （south2）           |
| 2020.10.27 | 2020.11.20 | （放送なし）                                                            | センチメートル （Girls2）                                       | ありがとう 〜ひとことあなたに〜 (south2)                        |
| 2020.11.23 | 2020.12.11 | （放送なし）                                                            | センチメートル （Girls2）                                       | Shine! （east2）                                                |
| 2020.12.15 | 2020.12.25 | （放送なし）                                                            | センチメートル （Girls2）                                       | Holy Magic 〜大人になっても解けない魔法〜 （south2）            |
| 2021.01.04 | 2021.01.06 | （放送なし）                                                            | センチメートル （Girls2）                                       | センチメートル （Girls2）                                       |
| 2021.01.07 | 2021.01.29 | （放送なし）                                                            | センチメートル （Girls2）                                       | ワキ アイ×2 （west2）                                           |
| 2021.02.01 | 2021.02.19 | （放送なし）                                                            | センチメートル （Girls2）                                       | Congratulations 〜新しい夢の扉〜 （south2）                     |
| 2021.02.22 | 2021.03.05 | （放送なし）                                                            | センチメートル （Girls2）                                       | つなぐ! （east2）                                               |
| 2021.03.08 | 2021.04.02 | （放送なし）                                                            | センチメートル （Girls2）                                       | ツナグツナグ （Girls2）                                         |
| 2021.04.05 | 2021.10.01 | （放送なし）                                                            | モーニンググローリー （たいくくん&スバにぃ）                    | モーニンググローリー （たいくくん&スバにぃ）                    |
| 2021.10.04 | 2022.04.01 | （放送なし）                                                            | モーニンググローリー （たいくくん&スバにぃ）                    | Lucky Time （おはガール from Lucky2）                           |
| 2022.04.04 | 2023.01.06 | （放送なし）                                                            | モーニンググローリー （たいくくん&スバにぃ）                    | モーニンググローリー （たいくくん&スバにぃ）                    |
| 2023.01.09 | 2024.03.29 | （放送なし）                                                            | モーニンググローリー （たいくくん&スバにぃ）                    | イッテラシャキット!!! （シン・おはガール）                      |
| 2024.04.01 | 2024.04.30 | （放送なし）                                                            | OHA OHA スターター                                              | OHA OHA スターター                                              |
| 2024.05.01 | 2024.05.31 | （放送なし）                                                            | OHA OHA スターター                                              | MORNING SUN （EXILE B HAPPY）                                   |
| 2024.06.03 | 2024.09.30 | （放送なし）                                                            | OHA OHA スターター                                              | OHA OHA スターター                                              |
| 2024.10.01 | 2024.10.31 | （放送なし）                                                            | OHA OHA スターター                                              | 情熱的ボーイ （ROF-MAO）                                        |
| 2024.11.01 | 2025.04.04 | （放送なし）                                                            | OHA OHA スターター                                              | OHA OHA スターター                                              |
| 2025.04.07 | 2025.04.07 | （放送なし）                                                            | OHA OHA スターター                                              | ファーストステップ （おはキッズ）                               |
| 2025.04.08 |            | （放送なし）                                                            | ファーストステップ （おはキッズ）                               | ファーストステップ （おはキッズ）                               |

## スタッフ

### 現在のスタッフ
- 構成：清山智之（月、以前は火曜担当）、長谷川優（火、以前は火→水→月曜担当）、辻健一（水、以前は水曜構成→2019年4月8日 - 2020年5月頃までアドバイザー→月・火/木・金曜構成→2020年6月9日 - 2022年3月までアドバイザー・月曜構成→2022年4月6日 - 2024年3月29日までアドバイザー・水曜構成兼務）、森野伸治（木）、及川浩和（金）
- 技術・EED＆MA：テクノマックス（1998年3月までが『アクト』と表記、2024年3月まで技術のみ）
- 美術：テレビ東京アート（2005年5月までが『テレビ東京美術センター』と表記）
- CG・音楽：小学館M&Dエンタテインメント
- TK：関井麻衣、井上奈美、池田智美、中嶋梨沙（中嶋→一時離脱→復帰）、山田香織、飯島千恵（日替わり）
- 音効：アクセル（2024年4月1日 - ）
- 協力：リーライダーす（月・金、以前は金→火→火・金曜担当）、SION（火、2024年4月2日 - ）、吉本興業、バックアップメディア（共に水・木、2016年4月13日 - ）
- AD：前田遼太郎（月・金）、紀拓海・加藤優作（共に火）、内間凜・大友竜馬（共に水・木）
- 水曜AD/木曜FD：遠藤隼人
- FD︰中村貴一（金、以前は2023年6月30日 - 2024年3月まで火・金曜FD→2024年4月5日 - 5月10日まで金曜D/FD→金曜D）
- ディレクター：八日市英雅（月）、花井航（月・金、以前は金→火→火・金曜AD）、元脇嵩譲・村山慧・続木雄太・原彰太・福岡航平・亀澤竜馬（共に火、福岡→以前は火曜AD）、濱崎秀徳・渡辺均（共に水、濱崎→以前は木→水・木曜AD→水/木曜ロケD、渡辺→以前は2023年4月 - 2024年3月まで水曜FD）、田口龍・原卓史（共に木、田口→以前は2023年4月 - 2024年3月まで木曜FD、原→以前は木曜ロケD→木曜VTR担当）
- 演出：藤井智康（月、2024年4月1日 - ）、波多野俊介（火、2024年4月2日 - ）、小紫弘三（水、2024年4月3日 - 、以前は木曜D→2019年4月8日-2020年5月頃までアドバイザー→2020年6月1日 - 2022年9月30日まで総合演出→一時離脱）、田﨑雅史（木、2024年4月11日 - 、以前は水・木→水曜ロケD→一時離脱→木曜D）、長谷川真也（金、2024年4月5日 - 、以前は金曜D）
- 制作P：小池竜二（月・金、以前は2019年4月12日 - 2021年3月頃までは金曜→火→火・金曜担当）、菅原めぐみ（火、2024年4月2日 - ）、鮎川雅江（水、2024年4月3日 - ）、泉亜希子（水・木、2016年10月5日 - ）、後藤歩（木、2024年7月11日 - ）
- AP→曜日P→担当P→曜日P：松尾貴左子（月）、青木美希穂（火）、後藤宏基（水/金）、一木優太（木）（全員→小学館集英社プロダクション）
- プロデューサー：伊達恵介（2016年7月1日 - ）、小林孝史（2024年1月30日 - ） / 千代島優・鈴木洋介・小川治子（小学館集英社プロダクション、千代島→2019年1月7日 - 、以前は月 - 水→月→月-水→火・水→月 - 水曜AP→曜日P担当、鈴木→2023年4月3日 - 、以前は火→火・金→火・水・金→火・金→火→水→水・木→木→月→木曜日P、小川→2024年10月1日 - 、以前は水曜日P）
- 制作協力：小学館集英社プロダクション
- 製作：テレビ東京、PROTX

### 過去のスタッフ
- 企画：久保雅一（小学館）
- 制作：伊藤成人、藤平晋太郎（藤平→以前はプロデューサー）、高城泰雄、清水俊雄
- プロデューサー：中尾哲郎、中原研一、小林尚武、渡辺一彦、保戸塚良明、池野東一、木村加奈絵、青木勇人、栗田勝昭（栗田→2012年11月頃 - 2013年2月頃まで制作、一時離脱→復帰した時期あり）、及川哲郎（及川→2017年4月18日 - 12月頃）、中島公健、宮澤正徹（宮澤→2023年4月24日 - 2024年1月8日）、田中秀樹（中島〜田中→共に一時離脱→復帰した時期あり） / 中沢利洋、神宮字真（神宮字→以前は演出）、佐藤麻夕美、宮沢秀典（宮沢→以前は金曜AP）、盛武源、小布施洋一、島村優子、村椿拓郎（中沢～村椿→小学館集英社プロダクション、島村→2016年4月6日 - 2018年12月、村椿→2019年1月7日 - 2023年3月31日）
- 制作P：荒木靖、秋本稔、平佐智子、藍澤幸人、高橋弘道（高橋→以前は取材）、内藤俊文（内藤→以前は制作担当）、橋本裕生、白石一幸（白石→金→月・火）、岩井一見（岩井→月・火、2015年6月16日 - 2017年3月、以前は金曜も担当）、正木友美子・石井雅教（正木・石井→共に月、2019年4月8日 - 2022年9月、以前は月・火曜担当）、宇津圭太（月、2022年10月3日 - 2024年3月、以前は水→火→月曜D→一時離脱）、松生藍（水・木、2016年4月13日 - 9月29日）、坂川綾那（水、2016年4月13日 - 2017年5月31日、以前は水・木曜担当）、鈴木一慶（水、2018年9月5日 - 2020年5月）、服部有紀子（水、2020年6月10日 - 2022年5月）、中井謙吾（水、2022年6月15日 - 2023年6月）、幸田奈央（水、2023年7月26日 - 2024年3月27日）、亀井俊徳（木、2016年5月12日 - 9月29日）、樋口将規（木、2016年10月6日 - 2017年6月1日）、小松航（木、2017年6月8日 - 2018年5月31日）、邵東方（木、2018年10月11日 - 12月）、肥後篤人（木、2018年6月7日 - 2019年5月）、武藤佑樹（木、以前は2017年6月7日 - 2018年7月まで水曜担当→一時離脱→復帰した時期あり）、清原覚（木、2019年10月17日 - ）、香西大輝（木、2020年9月3日 - 2021年6月）、手塚賢（木、2021年7月1日 - 2024年3月）、嘉沼慶子（木、2024年4月11日 - 6月）、碓氷容子（金、2015年4月10日 - 9月25日）、近藤尚（金、2019年1月18日 - 10月、以前は金→月・金曜担当）
- AP：永田優子、住友憲二、清水良司、根岸智也、中村尚孝、林友理、島亜矢子、宮里愛（宮里→火、2017年4月3日 - 2019年3月、以前は月・火・金→月・火曜担当）、髙山香織（髙山→月、2022年10月3日 - 2024年3月）
- AP→曜日P：熊谷美雪（月・水、以前は火→水→金→月・金→月→月・金曜担当、一時期月曜のみ曜日AP担当した時期あり）、井上春菜、栗林唯文（井上・栗林→火、栗林→以前は木・金→月→金曜担当）、出岡由宇（木）、近藤啓（月・水→火・金）、坂本知奈美（火、以前は月→月・木→月→火→一時離脱→月→金→2023年4月3日 - 2024年3月28日までおはスタチャンネル・火曜日P）、永島佑太郎（火・水、以前は木・金→金曜担当）、戸倉光浩（火・木、以前は、月・木→月→火→木→木・金曜担当）、伊藤香織・松本亜佐子、関谷怜也、蜂谷勇太（伊藤～蜂谷→共に木、松本→以前は金曜のみ担当、関谷→以前は火・水担当、蜂谷→以前は月→火曜担当）、宮澤文（火・金）、植島一輝、河原塚晃芳、目崎雄太（共に金、河原塚→以前は水→木曜担当、目崎→以前は木・金→木→木・金→一時離脱→月曜担当）
- 制作AP：金谷碧（月・火、以前は金曜も担当）
- 総合演出：笠井秀樹（2013年9月 - 2017年3月、以前は演出）
- 演出：上林昌嗣／岡本知士、伏田起美男、安田光作、湯沢拓仁、石川哲久、佐藤秀樹
- ディレクター：伊藤和彦、山口智也、大室博一、秋葉裕二、渡邊修一、杠雅之、ふじおかしゅうまん、サトッス、荻野泰志、藤城仁、鬼塚慎二、中原久徳、高橋一也、大石明人（鬼塚・高橋・大石→共に以前はFD）、田中久義、笹岡亮二（笹岡→以前は金曜D）、境浩平（境→以前は水→金曜D）、高岡輝一（高岡→以前はFD→一時離脱→月→火曜D）（大石〜高岡→月）、山下貴之（月・火）、江口克敏(カツトシ)、豊田翔一、上山有貴子（以前は火曜FD）、田中淳也、内田義之、次郎垣内保、河野寛之（江口〜河野→共に火、内田→以前は月・火・金→月・火→火→月・火→月曜FD→火→月・火→月曜D）、小野田修久（木→水）、髙越裕之、田川裕也、玉城良浩、泉貴晶（共に水、玉城→以前は水曜ロケD）、斉藤満、伊部和憲、石原良憲（共に木、斉藤→以前は水曜D、伊部→以前は水・木→木曜FD）、木村圭吾、山田和也・小島隆補（小島→以前はFD）、小野哲司、浅賀善伸、成田勇介、五味渕千明（木村〜五味渕→共に金、五味渕→以前は金→月・火・金→月・金→金曜FD）
- 営業：石松創・高橋將斗（小学館集英社プロダクション、共に2022年4月4日 - 2023年3月31日、石松→以前は木曜AP→月→木→火→月曜日P担当、2016年4月頃 - 12月頃まで月曜D兼務、2017年1月 - 3月頃までプロデューサー、2017年4月3日 - 2018年12月までP・演出→一時離脱）
- FD：加藤秀樹、田代佳弘、齋藤みゆき、山崎清太、澤崎丞、早川敦、大貫英俊、大河内洋平、井上倫亨、高橋剛史、藤井伸、米良浩一、宮瀬祐樹、織戸武蔵（織戸→月・火・金）、安田裕紀、岩堀陽・井川美月（安田～井川→共に月・火、岩堀→2019年4月8日 - 2022年9月、以前は月・火→月曜FD、井川→2019年4月16日 - 2022年9月、以前は月・火曜FD）、小島和也、羽生千詠美・高田裕治・吉本樹（小島〜吉本→共に月、羽生・高田→2022年10月3日 - 2024年3月、羽生→以前は月・火・金→火曜担当→一時離脱、吉本→2023年4月3日 - 2024年3月、以前は月曜AD）、津田恭平、青木兼人、小野寺弘行（共に火、津田→2020年6月2日 - 、青木→2021年4月 - 、小野寺→2023年6月20日 - ）、中川大輔（中川→火・金、2022年4月8日 - 、以前は金曜のみ）、長谷川健二（木→水）、貝原桂（金→水）、竹内健太、高橋誠哉（共に水、高橋→一時期木曜D担当）、柳橋弘紀、三浦謙太郎（柳橋・三浦→共に金）
- ロケD：阿部史弥（木）
- VTR：宮原康輔（火・金、2021年9月 - 2024年3月29日、以前は火曜のみ）、西村亜衣子（水、以前は木→水・木→水曜ロケD）
- AD：近藤泰宏、佐藤友美、橋むつ美、佐藤正基、大庭美和、高橋直、阿部奈々代、大平竜司、齋藤拓昌、星名優作、間渕菜月、久保田香純・星崎玲音・澤田誠矢、齋藤寿珠、水澤華絵・小池咲紀・清水真織（高橋～清水→共に月、阿部→以前は月→月・火曜担当、久保田→以前は月・火曜担当、星崎→以前は月→月/火曜担当）、髙野岳、赤松秀政、加藤優妃、鈴木尭智・伊東香乃、市川大騎（髙野～市川→共に月・火、髙野→以前は金→月・火担当→一時離脱、市川→以前は月曜担当）、石川晶子（石川→火・金）、猪木雪菜、中村克典、中村亮介、辻卓摩、櫻井千恵（猪木・中村〜櫻井→火、辻→以前は火・金曜担当）、丸山遼太（丸山→水、木曜FD兼務）、印南築（印南→水/木、木曜FD兼務）、深瀬嶺、八鍬裕斗、寺島遼、劉子毓、佐藤僚祐、来栖和平、平山智規、岩崎南風、吉田大和・小林由希菜(奈)（深瀬〜小林→共に金曜、寺島→以前は月曜担当、来栖→以前は金→月→月・火→火曜AD→一時離脱→一時期火曜FD→再び火曜AD担当、岩崎→以前は金→火・金→金曜担当、小林→一時離脱→復帰）
- アドバイザー：吉川スミス（2016年4月6日 - 2017年3月、以前は金→火曜構成）
- 構成：外山信行（おはスタ増刊号担当）、はたせいじゅん、川辺美奈子、清松勝彦、鈴木工務店、鈴川朋治、かながわIQ、高橋昌道、山本てつじ、林賢一、嵯峨野功一、溝端隆三（溝端→火→月曜担当）、安部裕之、永野たかひろ（永野→以前は月→水→月→火曜担当）、因幡大佑、島崎健輔、中村元樹（中村→以前は月→火曜担当）（月）、玉置高幸（火、以前は金曜担当）、仲内力也（水）、野地努（野地→木→月曜担当）、寺田智和、上野耕一郎（木、上野→以前は水→火曜担当）、キンダイチ、キシモトジュン太（キンダ・キシモト→共に金） ほか
- プロジェクトサポート：なかじまはじめ（2022年4月4日 - 2024年3月29日、以前は金曜構成）
- 協力：ジャパンヴィステック、泉放送制作、いまじん、こんぱまる、キメラ（キメラ→月・火、以前は金曜も担当）、クリーク・アンド・リバー社、オブバース・リバース（共に月、2019年4月8日 - 2022年9月、以前は月・火曜担当）、ウッドオフィス（月、以前は水・金→月・火曜担当→一時離脱）、ビックフェイス（金、2015年4月10日 - 9月25日）/サイリング（おはガール企画のみ、以前は水→木→月→月・火・金→金曜協力→一時離脱）
- 取材：栗田忠俊
- 制作担当：渡部健二
- プランニング：川島浩司
- TK：丸山和子、山田美樹、木下いずみ、平田晃子、有馬由美子、田尾紫織、島田真見、山口佳奈絵、太田美紗、柴田あゆみ、福岡ゆき、石塚由紀子
- 音楽：吉田隆、田中統英
- 音効：川下祐佳、松長芳樹、坂間徹、森山顕仁、中村知生、加藤裕美子、沼田忠之、天野高志、山崎晋、井澤利幸、今村真由美、藤原有紗（井澤〜藤原→日替わり）
- 編集･MA：ビームテレビセンター、麻布プラザ
- 科学監修：Miraikan（月）
- 宇宙企画協力：パラポリックフライトマネジメント株式会社（火、2023年4月 - 2024年3月26日）
- スタイリスト（衣装）：野瀬かよ、佐藤ゆりこ、はやしだ恵、遠山真紀（遠山→以前は衣装）、樋口栄子、くずかわ麻美、樋口眞佑希
- メイク：さとう美和
- おはガール企画：東哲（以前は水・木→金→月・火・金→金曜制作P→一時離脱）、大石依里香（以前は火→金曜構成→一時離脱）、道具由美子（以前は水→木→金→一時離脱→月・火→月曜FD・火曜D→金曜FD→一時離脱）、島田剛志（全員→2023年4月-）（不定期）
- おはスタサポーター担当：重村朱香音（以前は火曜日P→一時離脱→2023年4月3日 - 2024年3月28日までおはスタサポーター担当・火曜日P）

## 過去の出演者

### 第1部（過去の出演者）

#### 2008年3月以前（過去の出演者）
- ドナルド・マクドナルド
- トムさん（トム・バイヤー）（1998年4月 - 2011年5月27日）

2部制になる際、サッカーのコーナーを設けることになりキャスティング作業の中で、レイモンドが親交のあったトムを紹介して出演が決まった。不定期に第2部に出演することもあった。
- ヒカルくん（田中光）
- デッカチャン - 2000年4月 - 2001年3月

ヒカルくんを肩にのせて登場してきた。コンビ名はヒカルくんとデッカちゃん。
- ゴリけん

番長のライバル的存在。語尾に「～ばい」を付ける。
- ガレッジセール：カワゲッソー→カワちゃん（川田広樹）・ゴリタコ→ゴリくん（ゴリ）（2000年7月 - 2008年3月31日）

カワゲッソーはイカ、ゴリタコはタコの被り物を着用。
- モッツィー（望月由香）（2000年7月 - 2002年9月30日）

「おはスタワー」のエレベーターガール。牛柄の衣装が特徴。
- あかねちゃん（大沢あかね）（2003年9月30日 - 2008年3月31日）
- おはキッズ（2000年4月3日 - 2007年9月28日）
- 角田師範（角田信朗）

「押覇への道」のレギュラー。設定上、第2部の番長の師匠ということになっていた。

#### 「OHAベース」出演者（2008年4月 - 2009年3月）
- キャプテン堤下（堤下敦（インパルス））
- エリカマネージャー（朝倉えりか）
- ユニークレッド イタクラ（板倉俊之（インパルス））
- コンピューターブルー トク（徳井健太（平成ノブシコブシ））
- ハイテンションイエロー ヨシ（吉村崇（平成ノブシコブシ））
- サウンドピンク オクニ（出雲阿国）
- ナチュラルグリーン マナミ（愛実）[注 23]
- 笑劇戦隊タカダ・コーポレーション（タカダ・コーポレーション）
- 爆笑戦士エハラマサヒロ（エハラマサヒロ）

#### 「ムッシータウン」出演者（2009年4月 - 2010年9月）
- 初代キャスター 河本準一（次長課長）
- 解説 井上聡（次長課長）
- サブキャスター AKINA[注 24]
- 野性爆弾（ロッシー、川島邦裕（現・くっきー!））
- アリエル
- マナミちゃん（愛実）
- キクチくん（菊地時音）
- ヤスダくん（安田敦）
- ムシガール （2010年1月4日より出演）
  - 小川紗季（さき） - 2010年3月31日まで出演
  - 西野実見（まみ）
  - 笠井海夏子（みかこ）
  - 植田紗々（さしゃ）
  - 森野あすか（あすか）
  - 井之上史織（しおり） - 2010年3月31日まで出演
  - 田中絵里花（えりか） - 2010年3月31日まで出演
  - 辻美優（みゆう）
  - アレキシス・ジョンソン（あれきしす）
  - アビゲイル・ミヤシマ（あびげいる）

#### 「おはスタ645」（2010年10月4日 - 2012年3月30日）
645ファミリー
- ムラカミムシ（村上純（現・純）（しずる））
- イケダムシ（池田一真（しずる））
- マナミムシ（愛実）
- アキナムシ（AKINA）
- くまだムシ（くまだまさし）
- ライオンムシ（大西ライオン）
- もう中ムシ（もう中学生）
- 楽しんごムシ（楽しんご）
- チャドムシ（チャド・マレーン）
- サアナムシ（グラッサム紗亜奈）
- ミナガワムシ（GO!皆川）
- サクマムシ（佐久間一行）

645マスコット
- ゴミ太くんムシ（演：GO!皆川）
- アベレオン（声：あべこうじ）
- ババレオン（声：馬場園梓）

645ファミリーの関係者
- 北神未海（小川真奈） - 2011年6月13日より出演
- シソンヌ ハセガワムシ（長谷川忍）・ナンツッテールーノ君（じろう）
- 2700 ヤソシマムシ（八十島弘行（現・八十島））・ツネムシ（ツネ）
- COWCOW タダムシ（多田健二）・ヤマダムシ（山田與志（現・善し）） - アニメとしても登場した。
- MCお肉ちゃん（ミサイルマン西代洋）
- YU先生（L.A.F.U）
- エミリムシ（エミリ）
- きほ君
- ムッシー

2011年5月27日まで準レギュラー
- ケンちゃんムシ（川澄健）
- 暗黒天使ムシ（暗黒天使）
- ヨシダサラダムシ（吉田サラダ（ものいい））
- トレンディエンジェル斎藤ムシ（斎藤司）
- ムーディ勝山ムシ（ムーディ勝山）
- ホリベムシ（堀部雅人（ニューロマンス））
- ヘアアレンジの妖精やっこさん（椿鬼奴）
- デッカムシ（デッカチャン）
- マリアムシ（ロシア人）

#### 「おはスタ645」出演者（2012年4月 - 2013年3月）
- ギャグムシ
  - サワヤカブト（村上純（現・純）（しずる））
  - バカマキリ（池田一真（しずる））
  - フトッチョウチョ（近藤春菜（ハリセンボン））
  - ガリッチョウチョ（箕輪はるか（ハリセンボン））
  - サナキング（高塚正也）
  - アヘキング（間寛平）
  - アヘクイーン（信太真妃）
  - トンボーカル（エハラマサヒロ）
  - ケブカナブン（ワッキー（ペナルティ））
  - イナゴリラ（原西孝幸（FUJIWARA））
  - キンニクモ（八木真澄（サバンナ））
  - ウルセミ（多田健二（COWCOW））
  - ウザセミ（山田與志（現・善し）（COWCOW））
  - ニコニコオロギ（佐久間一行）
  - ツルピカホタル（ハブ（現・歩子）（Bコース））
  - オタコオロギ（おたこぷー（プー&ムー））
  - ニクダンゴムシ（大地洋輔（ダイノジ））
  - アメンボーン（ボン溝黒（現・ボンざわーるど）（カナリア））
  - ネゴネゴヤゴ（ネゴシックス）
  - ギュンギュンゼミ（岩橋良昌（プラスマイナス））
  - シャウトンボ（熊谷岳大（現・熊谷茶）（ガリットチュウ））
  - カイリキリギリス（福島善成（ガリットチュウ））
  - アキヤンマ（秋山竜次（ロバート））
  - リズムシ2700（2700）
  - ギターモスキートン1号、2号（アップダウン）
  - アベハチョウ（阿部浩貴（アップダウン））
  - ウザバッタ（あべこうじ）
  - ブサイクモ（マンボウやしろ）
  - カミナガバチ（鈴木Q太郎（ハイキングウォーキング））
  - ツクツクショウジ（庄司智春（品川庄司））
- ヤングギャグムシ
  - マキシマムパーパーサムムシ（マキシマムパーパーサム）
  - 永井佑一郎ムシ（永井佑一郎）
  - デニスムシ（デニス）
  - インポッシブルムシ（インポッシブル）
  - ジョイマンムシ（ジョイマン）
  - フクロトジムシ（ふくろとじ）
- ムシキッズ
  - さんごちゃん（北村燦來）
  - しょうくん[注 25]
  - はるとくん（岸靖人）
  - ますみくん
  - ももかちゃん（佐藤桃香）
  - たかすみくん（吉澤天純）
  - まきちゃん
  - しおりちゃん

#### 「おはスタ645」出演者（2013年4月 - 2014年4月4日）
- おはスタ645ランド
  - スーパー園長（村上純（現・純）（しずる））
  - ダンボールG（池田一真（しずる））
  - トンデレラ姫（近藤春菜（ハリセンボン））
  - マウンテンガリラ（箕輪はるか（ハリセンボン））
  - 甘栗ちゃん（小池里奈）
  - スーパー甘栗ちゃん（馬込明美（呑娘。）[24]）
  - 花栗ちゃん（山田花子）
  - ダンボールC（池田一真（しずる））
  - アトラクションのキャラクター 声 - 高塚正也、野村唯、タネンチュ国場、あげは・野絵、ラフレクラン・きょん、RED×BLUE・ミカイル
  - レイザーラモンHG画伯（HG（レイザーラモン））
  - カナリア ボン溝黒画伯（ボン溝黒（現・ボンざわーるど）（カナリア））
  - ネゴシックス画伯（ネゴシックス）
  - バッファロー吾郎 竹若画伯（竹若元博（バッファロー吾郎））
  - タカダ・コーポレーション 大貫画伯（タカダ・コーポレーション・大貫幹枝）
  - Dr.ビン太郎（山口敏太郎）
  - ワッキーフェアリー（ワッキー（ペナルティ））
  - ハブフェアリー（ハブ（現・歩子）（Bコース））
  - おたこフェアリー（おたこぷー（プー&ムー））
  - くまだフェアリー（くまだまさし）
  - ボンフェアリー（ボン溝黒（現・ボンざわーるど）（カナリア））
  - Q太郎フェアリー（鈴木Q太郎（ハイキングウォーキング））
  - えはらフェアリー（エハラマサヒロ）
  - HGフェアリー（レイザーラモンHG（レイザーラモン））
  - フクロトジフェアリー（フクロトジ）
  - マキシマムパーパーサムフェアリー（マキシマムパーパーサム）
  - 5GAPフェアリー（5GAP）
  - トレンディエンジェルフェアリー（トレンディエンジェル）
  - シソンヌフェアリー（シソンヌ）
  - チョコレートプラネットフェアリー（チョコレートプラネット）
  - ライスフェアリー（ライス）
- キッズ従業員
  - ここちゃん（林鼓子）
  - しおんくん
  - かのんちゃん（中崎花音）
  - まきちゃん
  - あいりちゃん
- ワッキーサファリパーク
  - ワキゴロー（ワッキー（ペナルティ））
- マッスルアラフォーズ
  - マッスル亮（兄）（田村亮（ロンドンブーツ1号2号））
  - マッスル庄司（弟）（庄司智春（品川庄司））
  - ハイパーミュージックパフォーマーブラザーズ 2700（2700）

#### 「おはスタ645GO!GO!!!」出演者（2014年4月7日 - 2015年4月3日）
- MC（下記4組から毎週2組が週替わりで出演。曽山一寿デザインのイラスト姿で登場する）
  - ピース（又吉直樹・綾部祐二）
  - ハリセンボン（近藤春菜・箕輪はるか）
  - NON STYLE（石田明・井上裕介）
  - チーモンチョーチュウ（白井鉄也・菊池浩輔）
- リポーター
  - デニス（松下宣夫・植野行雄）
  - 佐久間一行
  - マテンロウ（大野大介（現・大トニー）・アントニー）
  - 大西ライオン
- ビンタウロス
  - 山口敏太郎

#### 「おはスタ645」出演者（2015年4月6日 - 2016年4月1日）
- ロボットMC・Pepper
- ロバート[注 26]（2015年4月6日 - 2016年4月1日）
  - ヒロシ（山本博）
  - OHAロボ・アッキー（秋山竜次）
  - OHAロボ・バーバー（馬場裕之）
- トムさん（トム・バイヤー）
- 宮間あや
- WFA（世界顔協会）理事・脇林先生（ワッキー（ペナルティ））

### 第2部（過去の出演者）
初期の頃は司会だったやまちゃんの他にも声優が顔出しでレギュラー出演していた。

#### レギュラー（過去の出演者）
- やまちゃん（山寺宏一） - 1997年10月1日 - 2016年4月1日[25]

1997年番組開始時からのメインMC。その経緯から同局制作の劇場版ポケットモンスターシリーズでは本業の声優を行っている。2010年2月から2011年4月1日まで「メインMCステーション（司会者席）」を使って、2011年4月4日から同年9月30日まで、専用のセグウェイに乗って進行を進めた。2011年10月3日のリニューアル以降は、学校が舞台という設定になったことからそこの校長先生になっており、2013年3月29日まで、毎回変わる担任の先生の声も担当していた。2013年4月1日から夏休みまで大校長になり、「大校長室」から登場するようになっていた。
18年半にわたりMCを務めてきたが、「これからは若い世代に任せたい」と自らの意思により、2016年4月1日をもってMCを卒業した。
卒業後は「おはスタスーパーレジェンド」あるいは「Mr.おはスタ」として、2016年6月29日の『ポケモン・ザ・ムービーXY&Z ボルケニオンと機巧のマギアナ』の特集で卒業後、初のVTR出演、同宣伝で2016年7月13日に3ヶ月ぶりに生出演し、2019年7月11日・12日は『劇場版ポケットモンスター ミュウツーの逆襲 EVOLUTION』の公開スペシャルとして、3年ぶりにレイモンドとともに生出演した。2020年10月2日には、はなちゃんのMC卒業とスバにぃのMC就任を見届けるためにゲスト出演した。
- レイモンド（レイモンド・ジョンソン） - 1997年10月 - 2000年3月[30]

毎日レギュラー出演しており、番組に貢献した。2000年4月より金曜日のレギュラーへ移動後、2001年3月をもって勇退。やまちゃんのMC出演最終日には当初はVTR出演であったが、ドッキリによりスタジオに姿を表した。
2019年7月11日・12日は『劇場版ポケットモンスター ミュウツーの逆襲 EVOLUTION』の公開スペシャルとして、やまちゃんとともに生出演した。
- おはガール
- 怪人ゾナー（森久保祥太郎） - 1998年 - 2004年秋

ヴィジュアル系ミュージシャンのような出で立ちで、なぞなぞを出題する。なお、森久保はゾナー以前にもVTRナレーションやリポーター（1997年12月ごろから「おはおはレポーター・しょうたろう」名義で出演）として登場したり、カメラ小僧の「シャッタロー」、釣り好きの「釣太郎」などに扮してスタジオに乱入したり、1998年1月5日から7日にはオーストラリアへ仕事に行ったやまちゃんのピンチヒッターとして「しょうたろー」名義でメインMCを務めた事もある。その後2021年12月1日の「ナゾトキングダム」において（イラスト越しだったが）久々に復活した。
- 麗人サイガー（斎賀みつき）
- ベッキー

番組初期から出演していた。当時は正式には本名の「レベッカ・レイボーン」名義。ゾナー・カナとのユニット「ゾベッカ」では「妖精ベッキー」というキャラクターで出演。
- 柳原みわ - 1997年10月 - 1999年3月

番組開始初期にVTRや天気予報の生読みのナレーションを担当。時折スタジオへ顔出し出演することもあった。おはガール特別会員（0番）を肩書きにしていた。
- メグー（豊口めぐみ） - 1999年4月 - 2000年3月

専用のDJブースに陣取っている事が多く、視聴者へ生電話を繋ぐオペレーターやコーナーの募集告知・プレゼントの紹介・天気予報の読み上げなどアシスタント的な立場をとっていた。氏名テロップは表示されていなかった。
- おはNAVIガールKANA[31][32]（可名（現・太田衣美）） - 2000年4月3日 - 2002年3月

宇宙人キャラで髪色と衣装はピンク→オレンジ→水色。後に宇宙人キャラクターを辞めて、本来の「可名」として出演。2001年度は月曜 - 木曜までの出演。
- みお（竹内実生）- 2002年4月 - 2003年3月

一時期、1部・2部通しで出演したことがある。その際は1部のエンディングで2部のスタジオに向かうため退出するという演出もあった。
- RYOMA（声：?） - 2010年5月10日 - 2011年4月1日

名前の由来は、Robot（ロボット）、Yell（エール）、Ohasuta（おはスタ）、Miracle（ミラクル）、Action（アクション）の頭文字から来ている。愛称は『RYOちゃん』。性格は、おしゃべり好きでダンスや走ることも得意であるが、時々こけるのが玉に瑕。目は気分によって変化し、手はなんでもつかめる。頭脳は未知数であるため、何を言い出すわからない恐怖がある。そして充電やメンテナンスを怠ると故障するので、スタッフがこまめに点検している。それでもが壊れる・充電が間に合わない時があり、その時はやまちゃんが冒頭で今日は壊れている・充電中と伝える。一時期、後述する謎の男によって、黒いチップが埋め込まれ、黒を基調とした容姿に変化し、性格は基本的に普通だが、途中で奇声を上げる、セットを壊す、スタッフを張り倒すなどの行動が繰り返され、挙句の果てには東京スカイツリーを破壊しようとした。
- ハッピー - 2011年4月4日 - 2012年3月27日

種類はキバタン、性別はメスで、年齢は1歳半、出身はシンガポール。初期は声をやまちゃんが担当するときがあった。2011年4月5日から4月15日までオウムの名前を募集し、その視聴者からの公募で『ハッピー』に決まった。
- モニン - 2013年4月24日 - 2015年3月27日

当番組のマスコットキャラクター（着ぐるみ、初代）。当初の名前は『おはライオン』で2013年3月に行われた『ゆる-1ぐらんぷり』で決定した。また、末期（2015年1月 - 3月）では『おとモニン』という視聴者の公募で全国のご当地キャラクターが毎週月曜日に出演した。
- 女性MC - 2015年4月6日 - 2016年4月1日
  - ふうちゃん（唯月ふうか）（月・水[注 27]曜日）
  - こじるり（小島瑠璃子）（火[注 28]・木曜日）
  - はるか（春香クリスティーン）（火[注 28]・金曜日）
- ニワさん - 2015年4月6日 - 2016年4月1日

当番組のマスコットキャラクター（着ぐるみ、2代目）。
- はなちゃん（花江夏樹） - 2016年4月6日 - 2020年10月2日

2015年4月9日から2016年4月1日までは木曜レギュラー「OHA犬・ハナマル」として出演。
2016年4月6日から2017年9月29日までは月・水・金曜日MCとして出演した。
2017年10月2日から2020年10月2日までは月曜日から金曜日のMCとして出演。
卒業前日の2020年10月1日には「OHA犬・ハナマル」が4年半ぶりに復活した。
- おのちゃん（小野友樹） - 2016年4月6日 - 2017年9月28日

2016年4月から2017年9月までやまちゃんの後任として火・木曜日のメイン司会。
2017年9月29日に、前日のMCとしての最後の出演に続いて、改めて卒業の挨拶として出演。
2020年9月30日に、サプライズでゲスト出演した。
- マル[注 30]（木内舞留） - 2016年4月6日 - 2017年9月29日
- ヌワラ[注 31]（アイクぬわら（超新塾）） - 2016年4月6日 - 2023年8月25日

レギュラー扱いだが、ナレーターやテロップではメインMCに扱われることも多かった。
2023年8月28日に降板を発表、29日にアイクが番組外で出演者に対し問題となる行動を行っていたことが週刊文春の報道で判明し、テレビ東京の要請により、アイクを降板させた（#不祥事の節も参照のこと）。
- メレオ - 2016年4月11日 - 2017年9月29日

当番組のマスコットキャラクター（着ぐるみ、3代目）。カメレオンをモチーフにしており、目と鼻の形がOHAの文字になっている。

#### 日替わりレギュラー（過去の出演者）

##### 月曜（過去の出演者）
- ヒカルくん（田中光） - 2000年4月 - 2001年3月
- トム・バイヤー - 2002年4月 - 2003年3月
- 番長（松風雅也） - 2003年4月 - 2007年3月

金曜日から移動。初期は「男道・おはスタ番長」という主役コーナーがあり、流行りのホビーでゴリけんと対決するという内容だった。
- ヴィクトリア・ヨッシー（樋口好未） - 2003年秋 - 12月1日
- リナ美神（ヴィーナス）（澤山璃奈） - 2007年4月 - 2008年5月

番長のあとの月曜レギュラーだったが、2年目の時にスケート大会に専念するため異例の5月で休養降板、代わりにSHIPSが入った。
- タナッキー&やまね→タナマッチョ&ドクターヤマンネン（田中卓志・山根良顕（アンガールズ）） - 2009年5月11日 - 2011年3月28日

火曜日から移動。ただし、タナマッチョとドクターヤマンネンは視聴者からの公募により決まった。また、田中は2013年5月14日から6月7日まで「研究会出席」という設定で欠席したやまちゃんの代役として久方ぶりに出演した。
- スポーツマスター44O→シックスパックスメン[注 32]（小島よしお） - 2011年4月4日 - 2014年3月31日

月曜レギュラーになる前は2010年9月27日より準レギュラーのなぞなぞハンターよしおとしてなぞなぞを探しにスタジオに登場していたが、2011年1月24日放送分で「もうスタジオにはなぞなぞがない」と言われたため、1月25日から（2011年4月以降も夏まで月曜日以外の不定期にも出演）VTRで出演していた。そして、2011年4月4日から2013年3月25日までスポーツマスター44Oとして登場し、マスクを取るとなぞなぞハンターになっていた。「技あり!」という。2012年1月から2013年12月まで毎週金曜日のレゴスタのコーナーに様々な姿に変装していた。
- 流れ星 - 2014年4月7日 - 2015年3月23日、2015年4月より水曜日に移動
  - ちゅうえい（ちゅうえい）
  - たっきー（滝上伸一郎）
- むっち（向井慧（パンサー）） - 2015年4月6日 - 2016年4月1日
- OHA団長・そうま（斉藤壮馬）- 2015年4月6日 - 2016年4月1日
- 三四郎 - 2016年11月21日 - 2017年9月25日
  - 未来芸人・コミヤ（小宮浩信）
  - マネージャー・アイーダ（相田周二）
- サンシャイン小池崎（小池美由） - 2018年10月29日 - 2019年3月18日
- EXIT（りんたろー。・兼近大樹） - 2019年1月8日 - 9月2日[注 34][注 35]
- ネオサイボーグ イワーイ（岩井勇気（ハライチ）） - 2017年4月7日 - 2024年3月25日

##### 火曜（過去の出演者）
- M☆BROS.（水地弾人、水地翔人） - 2000年4月 - 2001年3月
- パパイーヤ王子（パパイヤ鈴木） - 2001年4月 - 2002年3月
- 坊's タカ（柳澤貴彦）ユージロー（風間由次郎） - 2002年4月 - 2003年3月
- ダンディ（ダンディ坂野） - 2003年4月 - 2004年9月
- 竜 ロボ太（ロボット）（声優：岩田光央） - 2004年10月 - 2005年3月

金曜日から移動。
- マイナスターズ - 2005年7月5日 - 9月27日
- 安田大合唱団（団長・HIRO・クロちゃん（安田大サーカス）） - 2005年10月4日 - 18日
- タナッキー&やまね→タナアンガ&ヤマアンガ（田中卓志・山根良顕（アンガールズ）） - 2006年4月4日 - 2009年5月5日

彼らがスポーツ好きということから2009年5月11日に月曜日に移動した。また、「タナッキー&やまね（アイドル）」という設定だった時には「タナまねジュニア」というタナッキー&やまねの専属ダンサーがいた（メンバーは同番組のスタッフである）。
- 小春（久住小春） - 2009年5月12日 - 2014年3月31日

タナッキー&やまねが月曜日に移動したのに伴って出演。月島きらりとは別人ということになっている。
- たいし（中川大志） - 2012年4月10日 - 2014年3月31日
- サイエンズ - 2014年4月8日 - 2015年3月24日
  - イッチー（市岡元気）
  - えびちゃん（海老谷浩）
- ロバート - 2015年4月7日 - 2016年4月1日
  - ヒロシ（山本博）
  - OHAロボ・アッキー（秋山竜次）
  - OHAロボ・バーバー（馬場裕之）
- なりきりおハンター ふうか→唯月記者（唯月ふうか） - 2016年4月6日 - 2017年3月28日

月・水曜日から移動。2016年7月までは『爆探おハンターズ』に『りぼん』担当としてVTR出演し、その後別のコーナーで様々なコスプレをしてスタジオ生出演。8月から10月までは目の骨折により出演を休止し、11月から『プロ級小学生に突撃! 現場の唯月です。』コーナーで復帰した。2017年4月より水曜日に移動。
- デュエマ応援団長 ダイキ（有本大貴） - 2015年4月6日 - 2019年3月19日
- デュエ・プリンス ノエル - 2017年3月13日 - 2019年3月19日
- ジャングルポケット（おたけ・太田博久・斉藤慎二） - 2019年4月9日 - 2020年3月24日
- Masuo - 2020年4月7日 - 2022年3月22日
- マキ・コウタ / マイティコウZ（櫻井佑樹） - 2020年10月5日 - 2024年3月26日[37][注 37]
- 四代目岡崎体育 たいくくん（岡崎体育） - 2020年10月6日 - 2024年3月26日[注 38]

##### 水曜（過去の出演者）
- 番長（松風雅也） - 2000年4月 - 2001年3月

2001年4月より金曜日に移動。
- ホット☆ミーヤ→ミラクル団（宮迫博之・蛍原徹（雨上がり決死隊）） - 2000年10月 - 2003年9月

当初は「ロケット団」をもじった「ミサイル団」であったが、アメリカ同時多発テロの影響により、テロの犠牲者に配慮してミラクル団と改名。
- ミカ（ミカ・タレッサ・トッド） - 2001年4月 - 2004年5月

英語のコーナーを担当。番組降板数週間前は降板の経緯のドラマが約5分間流れた。
- 鉄拳王→レオナルド・ダ・テッケン（鉄拳） - 2003年10月 - 2014年3月

木曜日から移動。2014年4月より木曜日に移動。
- 超次元ナイト タイコウ→超次元グルメナイト タイコウ（上遠野太洸） - 2011年11月16日 - 2014年3月31日

2013年7月24日までは「超次元ナイト タイコウ」として登場し、おはガールのことを姫と呼びテッケンのことをガーゴイルと呼んでいた。ガーゴイルとの死闘を繰り広げた後、「超次元グルメナイト タイコウ」として2013年9月4日の放送から再びスタジオに登場した。
- マービン（マービンJr.） - 2014年4月9日 - 2015年3月25日
- おはボーイ - 2014年4月9日 - 2015年3月25日
  - コウスケ（新倉滉祐）
  - ユウキ（谷井優貴）
- 流れ星 - 2015年4月8日 - 2016年4月1日、月曜日から移動
  - ちゅうえい（ちゅうえい）
  - OHAロッカー・TAKI☆WAY[注 39]（瀧上伸一郎）
- ふうちゃん（唯月ふうか） - 2017年4月5日 - 2017年9月27日

火曜日から移動。
- お笑い戦隊 ボケルメン - 2017年5月10日 - 2017年9月27日
  - ボケルメン・レッド（どんぐりたけし）
  - ボケルメン・ブルー（もりせいじゅ）
  - ボケルメン・イエロー（光永）
- チョコレートプラネット（長田庄平・松尾駿） - 2018年11月14日 - 2024年3月13日[注 40]
- ミキ（亜生・昴生） - 2019年4月10日 - 2024年3月27日
- イノサク（井上咲楽） - 2020年4月8日 - 2024年3月27日[注 41]

##### 木曜（過去の出演者）
- よゐコーン（はまもろこし（濱口優）・ありもろこし（有野晋哉）（よゐこ）） - 2000年4月 - 2003年3月

トウモロコシ型のキャラクターで語尾に「コーン」を付ける。よゐコーンのキャラ誕生前およびキャラリニューアル中の時だけ本来の「よゐこ」として出演。
- 鉄拳王（鉄拳） - 2003年4月 - 9月

2003年10月より水曜日に移動。
- 未来少年・ヤマモト→やまっちゃま（山本圭壱→山本圭一（極楽とんぼ）） - 2003年10月 - 2006年7月13日

未来少年ヤマモトは「未来少年コナン」のパロディキャラで、銀色のオーバーオールとランドセルが特徴。豚まんが好物。やまちゃんを「でらちゃん」呼ばわりし、自分こそがやまちゃんだと言い張る。
未来少年ヤマモトは途中でおはスタを卒業し（後術の通り山本自身はやまっちゃまとして復帰するため、事実上は一時離脱）、その際は代役として未来猫ひろし（演：猫ひろし）が登場。
やまっちゃまは「謎のアタッシュケース」を所有している御坊ちゃまキャラであるという設定があり、様々な伏線を残していたが、不祥事によりその設定の全てが帳消しされ、伏線回収も打ち切りとなった。本番組はやまっちゃまが木曜レギュラー出演者であった事や事件には一切触れない対応をし、2006年9月から新キャラクター、せとくん（演：瀬戸康史、後述）を後任に起用した。
不祥事前まではやまっちゃまが『メルヘヴン』のトレーディングカードゲームでおはガールと対決するコーナーがあり、毎回山本が敗れるのがお決まりとなっていたが、不祥事直後の回ではMCの山寺が臨時でその役割を務めた。
- 原始少年リュウジ（役不明） - 2003年10月 - 2006年3月
- 原始少年リュウゾウ （木村孝蔵） - 年月不明
- 秘書カトー（竹内大納言ターボα） - 2006年4月 - 7月13日

当初はやまっちゃまの側近として登場。やまっちゃまの降板により一時的に姿を消すも、その後に謎の美術スタッフ「サトー」、同じく謎のカメラマン「ゴトー」、謎の新人AD「エトー」、山寺のマネージャー「イトー」として出演。おはガールや月島きらりを恨んでおり（理由は不明）、2006年度のおはガール物語や月島きらりを主題とした物語の悪役となっている。
- せとくん（瀬戸康史） - 2006年9月 - 2008年3月

それまで木曜レギュラーだったやまっちゃまがプライベートで不祥事を起こしたため降板し、急遽入った。
表向きは気弱なメガネ男子だが、不安になってメガネを外すと博多弁でしゃべる強気なキャラクターになる。
2007年度では伝説のアイテム「ミラクル・メガ～ネ」を使用。付ける眼鏡によって性格が変わるようになった。
- SHIPS（風真宙人（井出卓也）・日渡星司（金井史更）） - 2008年4月 - 2009年5月4日

本来は木曜日の担当だったが、リナ美神（澤山璃奈）の休養に伴い番組を降板し、臨時のレギュラーとして2008年6月2日からは月曜日に隔週で1人ずつ登場していた。なお、2009年5月4日は月曜だったが、2人そろって出演していた。なお、宙人役の井出は卒業後の2011年7月25日から夏休みを取ったやまちゃんの代役として久方ぶりに出演しており特に火曜日では久方ぶりにきらり役の小春と共演している。
- 南雲波人（渡辺友裕） - 2009年5月21日 - 2011年3月24日

『極上!!めちゃモテ委員長』のキャラクターである。
- 西崎青（安倍龍太郎） - 2009年8月27日 - 2010年3月26日

諸事情により4月1日の出演を休んだが、4月8日放送分で出演しなかったため、代わりに潮が出演するようになった。
- 東條潮（大島崚） - 2010年4月8日 - 2011年3月24日

青の代わりに登場した。イタズラ好きな波人に、頭を悩ませるシーンもあった。
- ハライチ - 2011年4月7日 - 2014年3月31日
サイータマキングダムから、突然訪問した。どうやら、王様になるため修業しに来たらしい。
  - イワ〜イ（岩井勇気）
べっちゃまの執事。べっちゃまにネタを振ることもある。おもちゃの達人「トイマスター」のひとり。一時期、少年時代の時の嫌な思い出の影響で、くしゃみをするとダークイワ〜イに変身していた（尻尾を抜くと元のイワ〜イに戻る）。なお、「おめざめ仮面Q」として扮装することもある。
  - べっちゃま（澤部佑）
本名：プリンス・さわべぇ。父親は、サイータマキング。国家予算の半分を使って買ったという、動物顔のパンツを履いている。他のメンバーからの扱いは悪い。
- スーパーテッケン（鉄拳） - 2014年4月10日 - 2015年3月26日

水曜日から移動。
- ももち（嗣永桃子（Berryz工房→カントリー・ガールズ）） - 2014年4月10日 - 2015年3月26日[注 43]
- みりん（古川未鈴（でんぱ組.inc）） - 2015年4月9日 - 2016年4月1日
- まじめくん（あばれる君） - 2016年4月18日 - 2021年2月25日[注 44]
- ナナウンサー あっこ（角谷暁子（テレビ東京アナウンサー）） - 2017年7月7日 - 2018年3月22日[注 45]
- 福澤希空 - 2019年4月18日 - 2020年3月26日
- ティモンディ - 2020年2月20日 - 12月10日[注 46]
  - タカギッシュ（高岸宏行）
  - マエメン（前田裕太）

カミナリ（竹内まなぶ・石田たくみ） - 2019年4月11日 - 2024年3月21日
立花ファイヤ（池田直人（レインボー））- 2017年1月26日 - 2024年3月28日

##### 金曜（過去の出演者）
- レイモンド（レイモンド・ジョンソン） - 2000年4月 - 2001年3月
- 番長（松風雅也） - 2001年4月 - 2003年3月

水曜日から移動。2003年4月より月曜日に移動。
- ベッキー - 2001年4月 - 2002年3月

火曜日から移動。
- 竜 ロボ太（ロボット）（声優：岩田光央） - 2004年4月 - 9月

10月より火曜日に移動。
- キングコングせんせい（西野亮廣・梶原雄太（キングコング）） - 2004年10月 - 2006年3月
- 南海キャンディーズ  - 2006年4月 - 2011年3月25日
山里は同じ「やまちゃん」の愛称を持つ山寺と区別するために「南海ちゃん」と表記され、山寺のことを「兄さん」と呼んでいた[注 49]。そして、山崎は「しずちゃん」と表記していた。両者とも、2010年3月28日までは、土曜朝に放送している姉妹番組『おはコロシアム』の司会も兼任していた。
  - ヤマサットン（山里亮太）
悪者的なコスプレをしている。また、ヤマサットンの最初の登場ではテーマソングを披露している。2011年3月25日放送分では、しずchanに宇宙まで吹き飛ばされ、復帰ができなくなった（生放送中にイタズラを仕掛けて最終的には、しずchanに飛ばされるが、その後しずchanに飛ばされることはなくなっている）。（2010年4月23日 - 2011年3月25日）
  - しずchan（山崎静代）
ヒーロー的なコスプレをしている。2011年3月25日放送分に、修行に出ると言い卒業した（イタズラをしかけるヤマサットンをどこかに吹っ飛ばしている）。（2010年4月9日 - 2011年3月25日）
- スマイル向上委員 たくや（根岸拓哉） - 2011年11月8日 - 2012年3月27日

火曜日兼任していた。
- 副担任 よしのすけ（山上佳之介（山上兄弟）） - 2012年4月6日 - 2014年3月31日

Xパワーのかけ声でマジックをしている。初回はXパワーではなくオファンタステックと言っていたが、2回目以降はXパワーに落ち着いた。種明かしコーナーは、プチXパワーと言っている。
- どぶろっく - 2014年4月11日 - 2015年3月27日
  - もりっち（森慎太郎）
  - えぐっち（江口直人）
- プリンスあきら（高野洸（Dream5）） - 2015年4月10日 - 2016年4月1日
- OHA忍者・いわいのすけ（岩井勇気（ハライチ）） - 2015年4月10日 - 2016年4月1日
- 霜降り明星 - 2019年4月12日 - 2020年6月12日[注 50][注 51]
  - 粗品サトシ（粗品）
  - ピカチュウせいや（せいや）
- 3時のヒロイン - 2020年9月4日 - 2023年3月24日[注 52]
  - まきチュウ（福田麻貴）
  - かなチュウ（かなで）
  - ゆめチュウ（ゆめっち）[注 53]
- 山本部長（山本博（ロバート）） - 2017年4月6日 - 2023年10月6日[注 54]
- サンシャイン池崎 - 2018年4月9日 - 2024年3月29日
- 桃月なしこ - 2023年4月21日 - 2024年12月27日[注 55]
- 東京ホテイソン（たける・ショーゴ） - 2023年4月21日 - 2024年12月27日[注 55]
- 中原みなみ（テレビ東京アナウンサー） - 2024年4月5日 - 2025年3月28日

#### 定期 / 不定期（過去の出演者）
- イマクニ?（今国智章）
- オーキド博士（石塚運昇）

2018年の死去までアニメ版の担当声優を長らく務めた石塚運昇が、番組初期の頃に映画の封切り時などポケモン関連の話題で顔出し出演して、自らオーキド博士に扮していた。
- 学級王ヤマザキ（山崎邦正（現・月亭方正））
- ミズキング（水木一郎）
- ドクター多摩野（天野幹俊 株式会社タカラの社員）

爆球連発!!スーパービーダマン関連のコーナーに出演した。
- ヨーカイザーHIRO（吉田一休） - 1998年頃

ヨーカイザーの宣伝に出演した。
- 中村名人（中村謙一） - 1998年 - 2000年

ハイパーヨーヨー関連のコーナーに出演した。
- ローリートックリバチ（ROLLY） - 1998年10月 - 1999年

『ヨシモトムチッ子物語』の初代OPを歌ったROLLYがムチッ子になり、この格好でスーパーライブに乱入したり、金曜日に月〜木曜日のストーリー解説をした。
- キーヤキッス
- ミニモニ。
  - 矢口真里
  - W(ダブルユー) - 2004年のシングル「あぁ いいな!」リリース時に辻希美・加護亜依がWとしての出演を果たした。2005年、のちに横浜BLITZと池袋サンシャイン劇場でのミュージカルとなった「ふしぎ少女探偵キャラ&メル」として出演。WのシングルCDリリース時には生出演した。2005年9月7日の「Miss ラブ探偵」リリース時にはWで出演。9月8日から「Miss ラブ探偵」に出演。そして、翌年1月まで「キャラ&メルメキメキボックス!」にキャラ&メルで出演した。
- 高橋愛 - モーニング娘。関連のコーナーに出演した。
- ブレーダーDJ - - 2001年 - 2003年、2008年秋 - 2011年

『爆転シュート ベイブレード』、『メタルファイト ベイブレード』関連のコーナーに出演した。
- ブレーダーGUY - 2012年春 - 9月

『メタルファイト ベイブレード ZEROG』関連のコーナーに出演した。
- コロコロキング（本名不明 小学館月刊コロコロコミック編集部） - 2009年4月 - 2010年9月
- 沼コロどん（本名不明 小学館月刊コロコロコミック編集部） - 2010年10月 - 2011年9月
- コロコロわきくん（本名不明 小学館月刊コロコロコミック編集部） - 2011年10月 - 2013年7月
- まっちゃん侍（本名不明 小学館月刊コロコロコミック編集部） - 2013年7月 - 2014年7月
- 五回転かーくん→コロコロカーくん（杉本和希 小学館月刊コロコロコミック編集部） - 2014年9月 - 2015年9月、2016年10月 - 2017年9月
- ナガオ仮面（本名不明 小学館月刊コロコロコミック編集部） - 2015年9月 - 2016年9月
- コロコロクリちゃん（本名不明 小学館月刊コロコロコミック編集部） - 2017年9月 - 2018年9月
- うらないっしー（本名不明 小学館月刊コロコロコミック編集部） - 2018年9月 - 11月
- ドン・ファン（笠原竜司）

『のりものスタジオ』→『のりスタ!』の宣伝に何度か出演した。
- コマンダーO（トミー社員、ゾイドの開発担当者）
- ひらいっち

『たまごっち』の宣伝に登場した。
- パッション先生（パッション屋良）
- 月島きらり（久住小春（モーニング娘。）

終了後、本来の久住小春として火曜日にレギュラー出演。鉄拳はしばらく混同して「きらりちゃん」と何度も呼んでいた。
- 観月ひかる（萩原舞（℃-ute））
- 雪野のえる（北原沙弥香）
- 花咲こべに（吉川友）
- ミルフィスト☆ナナリン（不明）

『きらりん☆ミルフィーカード』関連のコーナーに出演した。
- UT

月曜日のなわとび「ファルコンチャレンジ」のコーナー。
- 信岡沙希重

陸上短距離選手。春や秋などの運動会が行われる時期にVTRで出演。早く走れるようになるための練習法を伝授した。
- 武田双雲 - 2007年 - 2011年4月8日

『かっこいいっ書』に登場。2008・2011年4月はスタジオに飾るメッセージを書道で書いていた。
- 網島ケイタ（窪田正孝）

毎週水曜日にフォンブレイバー7と共に『ケータイ捜査官7』の宣伝に出演した。
- Dr.ゼル（武田論） - 2009年4月 - 2010年3月

『化石練成ゼルゲノム』関連のコーナーに出演した。
- ミロマン（初代）（花来谷慎） - 2009年4月 - 12月

本名:大麦三郎。2010年5月から7月まで出演していたミロマンはキャラクターデザインと演じる俳優が違うが、呼び名の区別はない。
- ミロマン（2代目）（不明） - 2010年5月 - 7月（実写）、10月 - 12月（CG）

番組スポンサーであったネスレの麦芽飲料「ミロ」の宣伝で出演するヒーロー。「ミロ★シェイクダンス」を踊った。
- 北神未海（小川真奈） - 2009年5月18日 - 2011年6月10日

『極上!!めちゃモテ委員長』の主題歌を歌うためにMM学園 合唱部とともに登場した。それ以降も新曲の発表や、モテテクニックを教えるため、頻繁に出演しており、2009年度は曜日レギュラー以上に出演している。木曜レギュラーに南雲と西崎をレギュラーにするようやまちゃんに頼む役割を演じた。2011年6月12日から2012年3月30日まで第1部「おはスタ645」に引き続き出演した。
- T-Pistonz+KMC

イナズマイレブンシリーズのオープニングテーマのCD宣伝に出演した。
- DJマサ、リュウジ、シュウ、テイラー - 2010年2月11日 - 2013年4月4日

『ハイパーヨーヨー』関連のコーナーに出演した。
- 炎もえたろー - 2010年4月13日 - 2013年9月20日

『爆丸』関連のコーナーに出演した。
- ゴリピー（本名不明 小学館ちゃお編集部）- 2010年4月5日 - 2011年4月29日
- 雪森りんご（和田彩花（スマイレージ（現・アンジュルム）））、高城レイラ（前田憂佳（スマイレージ））、笹原名月（福田花音（スマイレージ）） - 2010年6月 - 2011年4月

『リルぷりっ』関連のコーナーに出演した。
- いそ貝記者（磯貝晴子 小学館ぷっちぐみ編集部） - 2011年4月15日 - 2014年7月15日
- パシャりーな（本名不明 小学館ぷっちぐみ編集部） - 2014年9月14日 - 2014年12月15日
- デュエルヒーロー ユウ&アツト（岡村優・東谷篤門） - 2011年4月18日 - 2015年3月20日

『デュエル・マスターズ』関連のコーナーに出演した。
- Little Blue boX

『ダンボール戦機』のオープニングテーマのCD宣伝に出演した。
- 春香クリスティーン - 2012年10月9日 - 2013年1月28日

2012年4月から2013年7月まで東京スカイツリー・お天気カメラに登場していた謎の生物・もぐの研究家として出演し、『もぐ目撃情報』のコーナーを担当した。その後、前述通りに2015年4月から火・金曜MCを務めている。
- ゴールド高原 - 2013年10月10日 - 2014年1月30日

木曜日に『パズドラZ』関連のコーナーに出演した。
- タンタロー - 2013年11月14日 - 2015年3月16日

『モンスター烈伝 オレカバトル』関連のコーナーに出演した。
- もりしー（森嶋秀太） - 2014年1月10日 - 3月28日

毎週金曜日に『フューチャーカード バディファイト』のコーナーに出演した。
- 地図記号の人（ぶらっくさむらい） - 2014年1月17日 - 6月27日

地図記号の歌以外はほとんど喋ろうとせずメンバーが話しかけてもお辞儀などでごまかし画面から消える。
- スコット・マーフィー - 2014年2月10日 - 3月10日・4月1日 - 4日

『EコラRock!!』のコーナーでVTR出演した。2月4日に『ベストヒットOHA』で先行登場。
- キング・クリームソーダ - 2014年4月30日 - 2018年1月26日

妖怪ウォッチ関連のコーナーにスタジオ生出演した。主に同作のアニメ主題歌のCD発売PRで出演することが多かった。
- ADホッセー→ホセピン（帆世雄一） - 2014年5月 - 2016年4月1日
- デュエマスター タカ（前山剛久） - 2015年4月6日 - 2017年3月6日

毎週月曜日に『デュエル・マスターズ』のコーナーに出演した。
- 真栄田クラフト（真栄田賢（スリムクラブ）） - 2016年4月13日 - 2017年3月29日

水曜日に『爆探おハンターズ』でMinecraft: PlayStation Vita Edition担当として出演した。
- 龍喚士見習い ユウ、パズドラクロス研究員 アラタ - 2016年4月25日 - 9月26日・11月14日・2017年1月16日

毎週月曜日に『パズドラクロス』のコーナーに出演した。
- カゲヤマ - 2016年5月11日 - 2017年3月29日

6月8日まで毎週水曜日の『おはネタ★選手権』に出演しそのコーナーで5つ星を獲得し準レギュラーに昇格。6月29日より不定期出演し9月28日から12月21日まで『歌って踊れ!カゲゴリクエストアワー』にVTR出演した。
- すゑひろがりず - 2016年9月14日 - 2017年3月29日

10月19日まで毎週水曜日の『おはネタ★選手権』に出演しそのコーナーで5つ星を獲得し準レギュラーに昇格。11月2日より不定期出演し同月9日から『みんなでこうべたれゲーム』をしに生出演した。
- イマムー（本名不明 小学館てれびくん編集部） - 2016年12月 - 2017年6月
- ひょっこりはん - 2018年6月27日 - 2019年3月13日

水曜日に『どこからひょっこりはん』のミニコーナーに出演した。
- 大谷ジュンヤ（和田まんじゅう（ネルソンズ）） - 2018年10月11日 - 2019年3月21日

木曜日に『BAKA-1グランプリ』のコーナー担当として出演した。
- シラゲー伯爵（白井鉄也（チーモンチョーチュウ）） - 2018年10月23日 - 2019年3月12日

火曜日に『シラゲーランド』のミニゲームコーナーに出演した。
- ブリリアン - 2018年11月14日 - 2019年1月30日

水曜日に『弾丸!闘球!最速王!』のコーナーに出演した。
- 西岡健吾（MAG!C☆PRINCE） - 2018年11月27日 - 2019年

『月刊ケンティー』のコーナーに月1レギュラーとして出演した。
- デュエマ番長 シュンスケ（颯駿介） - 2019年4月17日 - 2021年2月11日、7月8日 - 2022年3月24日

木曜日に『目指せ!デュエルマスター』→『ドギラゴン桜』に出演した。
- デュエマ生徒会長 チアリ（鈴木智有）：木曜日のコーナー『ドギラゴン桜』→『桜本先生のデュエゼミ』→『デュエマ開封革命』に出演。（2019年4月17日 - 2021年2月11日、2022年5月26日 - 2024年2月8日）[注 57]
- 新津ちせ - 2019年10月14日 - 2020年[注 58]

祝日おはキッズとして出演した。
- ぺこぱ - 2020年2月17日 - 2021年3月30日

月曜日→火曜日のコーナー『フォなやみ ぺこぱっと解決!!』→『シャドウバース』関連コーナーに出演した。
- ヤマガッタ5656号 - 2020年10月15日 - 2021年9月15日
- 照英 - 2021年10月12日 - 2022年3月29日

火曜日のコーナー『おはスタGAME結社 TUESDAYBIRDS』に出演した。
- フワちゃん - 2021年10月14日 - 2022年3月24日

木曜日のコーナー『フワちゃんのでんぢゃらすルーム』に出演した。
- コロコロ怪盗ザキ - 2021年10月15日 - 2022年9月15日
- コロコロ二刀流コーマ - 2022年10月14日 - 2024年10月10日
- ツンツクツン万博（内藤孔佑・ピッツァマン（タフガイ）） - 2023年9月12日 - 10月17日

火曜日に出演した。
- ひなジャモ（景井ひな） - 2024年4月5日 - 2025年1月17日

金曜日のコーナー『ひなジャモのポケモンニュースフライデー』に出演した。
- すとぷり（ころん・さとみ・ななもり。・るぅと・ジェル・莉犬） - 2024年5月14日 - 7月23日

火曜日のコーナー『お出かけ！リモチューバーがいく！』に出演した。
- 骨付きバナナ（うえし・こうだい） - 2024年9月13日 - 2025年2月7日

金曜日のコーナー『骨付きバナナのリズムにあわせてポケモンクイズ』に出演した。
- 超ときめき♡宣伝部 - 2025年4月8日 - 7月8日

火曜日のコーナー『ようこそ！アイプリ研究部！』に出演した。

## これまで登場したCGキャラクター
※=スタジオ内のモニターの中に登場したキャラクター。
- だいちゃん（原作：「今日のだいちゃん」太陽星太郎、週刊ヤングサンデー連載） - 番組初年度に「スーパーライブ」に登場。CM前に中継という設定で呼び出すが、スタジオと会話する事は無かった。
- せがれ（アニメーションと声優：秋元きつね）
- ウナムー（声優：山寺宏一） - 1998年度から新設された第1部の初代MCで、CGのやまちゃん（声も本物の山寺だがボイスチェンジャーがかけられている）。名前の由来は「宏一」を分解したもの。第1部だけではなく、そのエンディングを兼ねた「スーパーライブ」のオープニングにも登場していた。幻の「ゴールデン笹」を求めて旅立つマークについて行くため、番組を卒業した。
- マーク・パンダー（声優：冨永みーな） - ウナムーと第1部を担当。赤いパンダのキャラクター。幻の「ゴールデン笹」を求めて旅立つため、ウナムーと共に番組を卒業した。
- ひきだしあけお、あき、あける（声優：岩田光央） - 1999年度の第1部MCで、タンス型のキャラクター。1段目の引き出しに長男の「あけお」、2段目に長女の「あき」、3段目に次男の「あける」が住んでおり、主にあけおが1段目の引き出しから顔を出して話す。この期間の第1部エンディングではやまちゃんと衛星回線を通じてやり取りするシーンがあった。
- かんの（声優：中村大樹） - やかん型のキャラクター。あけおの友達。一般公募により登場した。
- ナーゾ（声優：柴田秀勝） - ゾナーの上司。「?」マークが描かれた頭だけの存在で語尾に「～ナゾ」を付ける。
- ボダコ（声優：岩田光央）
- ハム太郎（声優：間宮くるみ） - とっとこハム太郎関連のコーナーに出演した。ズームアウトの時はぬいぐるみになる。やまちゃんからは一貫して「ハムちゃん」と呼ばれた。
- Qoo（声優：?） - 2001年4月から9月までは『レッツクーダンス』というアニメコーナーに出演。2007・2008年4月 - 9月までは『ちゃんと食べよう体操』で出演した。
- ミルモ（声優：小桜エツ子） - 『わがまま☆フェアリー ミルモでポン!』関連のコーナーに出演した。土曜日から火曜日に移動後は毎週火曜日に魔法をかけて今週のお話をやまちゃんたちに紹介させた。
- ジャポニカ王子（声優：竹内順子）※
- 東和馬（声優：小林由美子） - 毎週火曜日に『焼きたて!!ジャぱん』の宣伝にデフォルメ化して出演した。（2004年10月 - 2006年3月） ※
- なーさん（声優：池田千草） - きらりん☆レボリューション関連のコーナーに出演した。ズームアウトの時はぬいぐるみになる。
- テルキヨ（声優：植竹香菜） - 水曜日に鉄拳王とともに「兄ふんテルキヨのグッドサンデー!」という『週刊少年サンデー』紹介コーナーに出演した。（兄ふんじゃったより、2006年 - 2007年冬）
- チワ丸（声優：関山美沙紀） - 水曜日に鉄拳王とともに「お坊サンバ!!チワ丸のあわわサンデー!」という『週刊少年サンデー』紹介コーナーに出演した。（お坊サンバ!!より、2007年冬 - 2008年）
- ケシカスくん（声優：岩田光央） - 『ケシカスくん』関連のコーナーに出演した。（2008年 - 2010年、2013年3月4日 - 6日）
- フォンブレイバー7（声優：河本邦弘） - 毎週水曜日に『ケータイ捜査官7』の宣伝のために登場し、ダンスを披露したりした。
- ひよこちゃん（声優：?） - 日清食品『チキンラーメン』はじめてのタマゴわりのコーナーに登場した。
- グー、ルー、トー（声優：?） - 毎週木曜日に明治乳業の製品『グルト!』を使ったコーナーに出演した[注 59]。（2010年1月 - 夏、2011年1月 - 3月・6月 - 9月）
- ボン・ビー太（声優：愛河里花子） - 『ド根性小学生ボン・ビー太』関連のコーナーに出演した。（2010年12月 - 2011年6月）
- ゴーレ（声優：大野理絵） - 毎週金曜のレゴスタのコーナーに出演した。（2012年1月6日 - 2013年12月27日）
- なぞなぞう（声優：楽しんご） - なぞなぞハンターよしおのなぞなぞハンティングの後継扱いのなぞなぞコーナーに出演した。なぞパワーが溜まった時は実写化する。（2012年4月 - 2013年3月） ※
- モフ、ブラモフ、モモモフ、ダイモフさま - エンディングの占いコーナー『もっふりモフ☆モフ おしりうらない』に登場した。（2014年1月6日 - 3月26日）
- ラン・KING、ラン・QUEEN（声優：山寺宏一） - 『おはおはランキング』コーナーに登場した。（2014年6月2日 - 12月9日）
- ウィスパー（声優：関智一） - 『妖怪さん いらっしゃーい』コーナーに登場した。（2015年7月1日 - 12月25日） ※
- パスカル先生（声優：佐藤はな） - 『めざせ!神正解!100%パスカル先生のムチャクチャ抜き打ちテスト』コーナーに出演。ただし、2016年11月18日までは着ぐるみとして出演した。（2016年11月7日 - 12月28日） ※
- ドラグニル（声優：井澤詩織） - 毎週水曜日に『本物はどっち!? クイズ ドラグにて〜る!』→『ドラグニルに合わせろ!オノマとっぽい〜や!』→『一致団結!ファンタスティッ句!』→『ババンと覚えて!シャドババーン』コーナーに出演。（2021年10月13日 - 2024年3月27日）
- ぷにる（声優：篠原侑） - 毎週木曜日に『ぷにるはかわいいスライム』関連コーナーに出演。（2024年9月12日 - 12月19日）

## これまで登場した着ぐるみキャラクター
- クラッシュくん（声なし） - ゲーム『クラッシュ・バンディクーシリーズ』の主人公。（1997年10月 - 1999年3月）
- ピポサル（声優：山田ふしぎ） - 『サルゲッチュ』関連のコーナーに出演した。
- ソニック（声優：金丸淳一） - アニメ『ソニックX』の宣伝に出演した。
- ラチェット（声優：津村まこと）、クランク（声優：大川透） - 『ラチェット&クランク』関連のコーナーに出演した。
- じーさん（声優：中村大樹） - 『絶体絶命でんぢゃらすじーさん』関連のコーナーに出演した。2005年4月 - 7月、10月25日 - 2006年3月には火曜レギュラーとして活躍した。2009年秋に3週間の間に出演、2010年2月10日は『ムッシータウン』で『でんじー』のアニメ放送の宣伝のためスーパーライブにゲスト出演した。
- プリンプリン（声優：岩田光央） - 『コロッケ!』関連のコーナーに出演した。
- イナズマイレブン - このゲーム・アニメの登場キャラクター4人はこのゲーム・アニメの関連コーナーに出演した[注 60]。（2008年8月 - 2011年3月11日）   
  - 円堂守（声優：竹内順子）
  - 豪炎寺修也（声優：野島裕史）
  - 壁山塀五郎（声優：田野めぐみ）
  - 基山ヒロト（声優：水島大宙）
- 松風天馬（声優：寺崎裕香） - 『イナズマイレブンGO』関連のコーナーに出演した。（2011年5月 - 2012年12月）
- ジバニャン（声優：小桜エツコ） - 妖怪ウォッチ関連のコーナーに不定期出演した[注 61]。
- ナナナ（声なし） - テレビ東京のマスコットキャラクター。彼の誕生日を記念して出演した。（2014年7月7日）アッキーによる7月7日7時7分7秒のお祝いをするために出演した。（2015年7月7日）やまちゃんからの超重大発表に関する記者会見で紺野アナやJPと共に出演した。（2016年3月7日）
- ふなごろー（声優：?） - ふなっしーの56番目の弟。カード『ふなっしーのめいっしー』の宣伝に出演した。（2014年10月16・17・20・31日・11月4日・12日・12月25日・26日・2015年9月15日）
- ブリー隊長（声優：motsu） - アニメ『妖怪ウォッチ』ED『ダン・ダン ドゥビ・ズバー!』のCD発売PRでDream5と共に出演。（2014年10月28・31日）映画『妖怪ウォッチ 誕生の秘密だニャン!』の宣伝に出演した。（2014年12月19日）
- コマさん（声優：遠藤綾） - アニメ映画『妖怪ウォッチ』の宣伝に出演した。（2014年12月19日・2015年12月16日・18日・2016年12月16日）映画『妖怪ウォッチ エンマ大王と5つの物語だニャン!』観客動員数470万人突破の感謝のために出演した。（2016年2月5日）
- コマじろう（声優：遠藤綾） - アニメ映画『妖怪ウォッチ』の宣伝に出演した。（2014年12月19日・2015年12月16日・18日・2016年12月16日）
- 天野景太（声優：戸松遥） - アニメ映画『妖怪ウォッチ』の宣伝に出演した。（2014年12月19日・2015年12月18日）
- フユニャン（声優：梶裕貴） - 映画『妖怪ウォッチ 誕生の秘密だニャン!』の宣伝に出演した。（2014年12月19日）
- USAピョン（声優：重本ことり） - 『妖怪ウォッチ』関連のコーナーに出演した。（2015年7月10日・12月17日 - 18日）
- 未空イナホ（声優：悠木碧） - 映画『妖怪ウォッチ エンマ大王と5つの物語だニャン!』の宣伝に出演した。（2015年12月18日）
- コアラニャン（声優：潘めぐみ） - 映画『妖怪ウォッチ 空飛ぶクジラとダブル世界の大冒険だニャン!』の宣伝に出演した。（2016年10月29日・11月4日・12月12日 - 16日）
- アンドロイド山田（声なし） - 映画『妖怪ウォッチ 空飛ぶクジラとダブル世界の大冒険だニャン!』の宣伝に出演した。（2016年12月16日）
- パラッパ（声なし） - 毎週水曜日にPlayStation 4関連のコーナーに出演した。（2017年4月 - 2018年3月）

## アニメ
長らく小学館作品のアニメを中心に放送してきたが、「絶叫学級」を皮切りに集英社作品のアニメも放送されるようになった。
一部の作品は1週間分を30分番組に編集して『おはスタ』非ネット局に番組販売されたものがあった。
2022年度をもっておはスタのアニメコーナーは一時中断していたが、2024年度の4月より『あげおとティム』ならびに『ちびゴジラの逆襲』の放送が予定されている他、。『ケシカスくん』の傑作選も開始された。

### 放送中
- ちびゴジラの逆襲（2024年4月3日 - 2025年3月26日[注 62]、7月2日 - ）[40]

### これまで放送したアニメ
- 学級王ヤマザキ（1997年10月27日 - 1998年11月27日）[注 63]
- ヨシモトムチッ子物語（1998年10月26日 - 1999年11月5日）
- 超速スピナー（1998年11月30日 - 1999年9月10日）
- 爆球連発!!スーパービーダマン（1999年1月4日 - 10月1日）
- うちゅう人 田中太郎（2000年4月17日 - 2001年3月30日）
- バケツでごはん（2000年7月17日 - 2001年3月23日）
- デュエル・マスターズシリーズ（2002年10月21日 - 2007年9月28日）[注 64]
- さいころボット コンボック（2003年10月6日 - 2004年3月）
- 絶体絶命でんぢゃらすじーさん（2003年10月 - 2004年3月 / 2005年6月 - 2006年3月[注 65] / 2021年4月8日 - 9月30日[注 66]）
- Hi Hi Puffy AmiYumi（2005年10月 - 2006年3月、隔週の木・金曜のみ）
- トレジャーガウスト（2007年6月11日 - 15日、5日間限定のアニメ）
- チョロQデッキシステム Qファイターズ!（2008年7月7日 - 11日、5日間限定のアニメ）
- イナズマイレブン（2008年10月6日 - 10月17日）
- ケシカスくん（2010年1月12日 - 2012年）
- レゴ アトランティスの大冒険（2010年3月15日 - 19日、5日間限定のアニメ）
- GO!GO!ムッシーヒーロー!!（2010年7月5日 - 9月24日）
- ペンギンの問題シリーズ（2013年4月1日 - 8月23日）
- モフ☆モフ（2014年1月6日 - 3月26日）
- モンスター・ハイ～こわイケガールズ（2014年10月22日 - 12月10日）
- ラーバ（2014年 - 2015年）
- まほうのルミティア Luminary Tears（2019年4月9日[42] - 6月11日）[注 67]
- おどるモワイくん（2019年7月2日[43] - 12月24日）[注 67]
- ニンジャボックス（2019年9月25日[44] - 2020年3月25日）[注 67]
- Bラッパーズ ストリート（2019年4月11日[45] - 2020年3月26日）[注 67]
- テレビ野郎 ナナーナ（2019年4月10日[42] - 9月18日、シーズン2：2020年1月7日 - 6月16日）[注 67]
- ガル学。〜聖ガールズスクエア学院〜（2020年4月6日[46] - 2021年3月29日）[注 67]
- おばけずかん（2020年7月1日[47] - 2021年3月31日）[注 67]
- ゾゾゾ ゾンビーくん（2020年4月16日[48] - 2021年4月1日）[注 67]
- KICK&SLIDE（2021年7月7日[49] - 9月22日）
- 古見さんは、コミュ症です。（2021年10月11日 - 2022年1月4日） - 深夜の本放送版からセレクション形式での放送。
- ガル学。II〜Lucky Stars〜（2022年1月10日 - 3月18日）[50]
- おにぱん!（2022年4月11日 - 7月1日）[51]
- ななし怪談（2022年8月8日 - 19日）[52]
- おばけずかん!（2022年10月5日 - 2023年3月29日）[53]
- あげおとティム（2024年4月2日 - 6月18日）[39]
- ととのん（2024年11月5日 -  2025年1月28日）[54]

りぼん作品（一部の作品は『りぼんわくわくステーション』、YouTube『りぼんチャンネル』で視聴可能）
- 絶叫学級（2011年6月21日 - 7月12日、2012年10月23日 - 11月6日、毎週火曜日のみ）
- 流れ星レンズ（2012年10月2日 - 16日、毎週火曜日のみ）
- CRASH!（2012年11月13日 - 27日、毎週火曜日のみ）
- ひよ恋（2012年12月4日 - 18日、毎週火曜日のみ）
- シュガー＊ソルジャー（2014年1月14日 - 28日、毎週火曜日のみ）
- ロマンチカクロック（2014年2月4日 - 25日、毎週火曜日のみ）
- 女の子って。（2015年2月5日 - 26日、毎週火曜日のみ）
- つばさとホタル（2015年3月6日 - 27日、2016年5月10日 - 24日、毎週火曜日のみ）
- 猫田のことが気になって仕方ない。（2015年4月7日 - 28日、毎週火曜日のみ）
- なないろ革命（2015年10月6日 - 20日、毎週火曜日のみ）
- バディゴ!（2016年4月6日 - 19日、2016年10月4日 - 25日、毎週火曜日のみ）
- 絶叫学級 転生（2016年4月26日、5月31日）

少年ジャンプ作品
- 斉木楠雄のΨ難（週刊少年ジャンプ掲載。2016年7月4日 - 2017年1月5日）[注 68]
- れいぞうこのつけのすけ!（最強ジャンプ掲載。2018年10月1日[55] - 2020年3月17日）
- ジモトがジャパン（週刊少年ジャンプ、最強ジャンプ掲載。2019年4月8日[45] - 2020年3月23日）[注 67]
- モグモグモギュー（少年ジャンプ+掲載。2020年10月5日 - 26日）

### 伝説のアニメセレクション
2007年のコロコロコミック創刊30周年を記念したコーナーで、2007年10月から2010年3月まで第1部の6:58頃から約5分間に放送。テレビで放送されたものをほぼ月替わりに分けて放送しているもの。ここにあがっているものはその作品の一部のエピソードをピックアップして放送しているのでそれの作品すべての話を見られるわけではない。2008年3月31日から4月4日までの1週間の放送休止を経て4月7日から再開した。同時に企画主旨も「コロコロコミック創刊30周年記念」から「週刊少年サンデー創刊50周年記念」に切り替わり、週刊少年サンデーに連載されていた『剣勇伝説YAIBA』を1年間放送したが、2009年4月から再びコロコロコミック連載作品が放送されるようになった。
| 回数   | 放送時期                     | 放送リスト                                                   | 連載の作品       |
| ------ | ---------------------------- | ------------------------------------------------------------ | ---------------- |
| 第1回  | 2007年10月期                 | 爆走兄弟レッツ&ゴー!!                                        | コロコロコミック |
| 第2回  | 2007年11月期                 | 炎の闘球児ドッジ弾平                                         | コロコロコミック |
| 第3回  | 2007年12月期                 | 爆走兄弟レッツ&ゴー!!WGP                                     | コロコロコミック |
| 第4回  | 2008年1月期                  | 学級王ヤマザキ                                               | コロコロコミック |
| 第5回  | 2008年2月期                  | 爆走兄弟レッツ&ゴー!!MAX                                     | コロコロコミック |
| 第6回  | 2008年3月期                  | 超速スピナー                                                 | コロコロコミック |
| 第7回  | 2008年4月期 - 2009年3月期    | 剣勇伝説YAIBA （7月7日 - 7月11日、10月6日 - 10月17日は休止） | 週刊少年サンデー |
| 第8回  | 2009年4月期 - 9月期          | うちゅう人 田中太郎 （6月15日 - 6月19日は休止）              | コロコロコミック |
| 第9回  | 2009年10月期 - 2010年2月7日  | 探偵少年カゲマン                                             | コロコロコミック |
| 第10回 | 2010年2月10日 - 2010年4月1日 | 絶体絶命でんぢゃらすじーさん （3月15日 - 3月19日は休止）     | コロコロコミック |

## 商品

### CD
- おはスタ ベスト「1、2」（出演者）
- やまちゃん&レイモンド
  - OHA OHA スターター/ジャバジャバモーニング
  - グッドモーニング!サンタクロース
- おはガール
  - ダンダン de OHA!（おはガールアップル）
  - 恋の目覚まし時計（おはガールシトラス）
  - 君の前でピアノを弾こう（おはガールグレープ） - 河村隆一のシングル曲のカバー曲。
  - それゆけ!おはマーチ（おはガールフルーツポンチ）
  - スタフル☆ミラクルドゥー キセキのチカラ（おはガールスターフルー2） - マジックグッズの同梱品
  - マイ・スクール・マーチ（おはガールメープル）
  - もっと ぎゅっと ハート（おはガールちゅ!ちゅ!ちゅ!）
  - こいしょ!!!（同上）
  - こあくまるんです/サヨナラのかわりに2013（同上）
  - 夏サンキュ!!!（同上）
  - 夢ふうせん（同上）
  - 心友（同上）
  - ふわふわわ（おはガールふわわ）
  - 走れ!月火水木金曜日!（おはガール from Girls2）
  - おはようのスマイル（同上）
  - Girl meets Girl（同上）
- おはぐみ（おはガールシトラス） 
  - サヨナラのかわりに
- 角田師範with番長
  - おは!かぞえうた - 吉田よしみ（天童よしみ）の「大ちゃん数え唄」の、歌詞違いのカバー曲。サウンドプロデュースは小西康陽。
- おはスタALL STARS
  - 明日をつくろう
- おはキッズ
  - ファーストステップ

### テレビゲーム
- おはスタ やまちゃん&レイモンド（ゲームボーイカラー）
- ゴルフDEおはスタ（ゲームボーイカラー）
- 怪人ゾナー（ゲームボーイカラー）
- おはスタ ダンスダンスレボリューション（PlayStation）
- おはスタ Dance Dance Revolution GB（ゲームボーイカラー）
- おはスタ645「ムッシーズのふしぎな農園」〜よしもと芸人と友達ネット〜（ニンテンドーDS）

### 本
- おはスタネタ帳!シリーズ（小学館プロダクション、全5巻）
  - おはスタネタ帳!鉄拳王の「こんなおはスタは夜にやれ」
  - おはスタネタ帳!2「頭脳バトル100番勝負!!」
  - おはスタネタ帳!3 鉄拳王の「あそびつくっちゃいました」
  - おはスタネタ帳!4「おはガールキャンディミントのミラクルマジックBOOK」
  - おはスタネタ帳!5「IQトレーニングDX」
- おはスタ天才ネタ帳!シリーズ（小学館集英社プロダクション、全3巻）
  - レオナルド・ダ・テッケンの天才!あるあるスクール 冬・春コレクション
  - レオナルド・ダ・テッケンの天才!あるあるスクール 夏・秋コレクション
  - レオナルド・ダ・テッケンの天才!あるあるスクール スペシャルコレクション
- おはスタ"スーパー"ネタ帳! スーパーテッケンのレッツ!ドリーム小学生（小学館集英社プロダクション）
- おはスタ OHA!BOOK おはスタのことば遊び ババン!コトババーン（小学館集英社プロダクション）
- おはガールメープルのミラ☆テクDVDブック（小学館）
- ひらめき王子松丸くんのひらめけ!ナゾトキ学習シリーズ（小学館集英社プロダクション、既刊6巻）
  - ひらめき王子松丸くんのひらめけ!ナゾトキ学習
  - ひらめき王子松丸くんのひらめけ!ナゾトキ学習2
  - ひらめき王子松丸くんのひらめけ!ナゾトキ学習3
  - ひらめき王子松丸くんのひらめけ!ナゾトキ学習4
  - ひらめき王子松丸くんのひらめけ!ナゾトキ学習5 ひらめき30
  - ナゾトキングダム

### 玩具
- ブルコロ やまちゃん・レイモンド
- おはガールキャンディミント リズティックリボンシリーズ
- おはガールメープル ミラクルスピンバトンシリーズ
- おはガールちゅ!ちゅ!ちゅ! ハッピーチュチュチュリボンシリーズ
- ケンダマクロス(KDX)

### 漫画
- やまちゃん&レイモンド!!

『別冊コロコロコミック』1998年6月号から12月号まで連載された。作者は天越英輔。
- おはっス道場 鉄拳!角ちゃん

当時レギュラー出演していた番長を題材としている。『月刊コロコロコミック』2001年7月号から2002年8月号まで連載された。作者は飯田清。
- 未来〜Pureボイス

おはガールを題材としている。『ちゃお』に連載された。作者は五十嵐かおる。
- すてきに!ドリームステージ

おはガールを題材としている。『ちゃお』に連載された。作者は清水真澄。
- おはガール スターフルー2のスタフルマジック

おはガールを題材としている。『ちゃお』2004年11月号から2005年1月号まで連載された。作者は河村じゅん。
- 超さわやかTV生活 おはスタ少年

『コロコロイチバン!』第4号（2005年11月号）より連載中。作者はピョコタン。
- やまちゃんのおはスタギャグTV

『小学一年生 - 三年生』2008年度に連載された。作者は河合じゅんじ。
- おはスタ OHA!らんど

『小学一年生 - 三年生』2009年度に連載された。作者は上重☆さゆり。
- クック池崎のジャスティス!駄菓子クッ王!!

現在レギュラー出演中のサンシャイン池崎を題材としている。『別冊コロコロコミック』2021年8月号・12月号に読切として掲載。作者は御狐ちひろ。

## 関連企画

### 全国小学生プログラミング大会「ゼロワングランドスラム」
2021年に一般社団法人ジュニアプログラミング推進機構が起ち上げた日本一の小学生プログラマーを決定する全国規模のプログラミング競技大会。プログラミングの知識やスキルを駆使してスポーツのように様々な競技を勝ち抜く。テレビ東京も2024年に主催となる実行委員会へ参加しており、番組と連携している。
- ゼロワングランドスラム - 公式ホームページ

## 放送局と放送時間

### 現在の放送局と放送時間
- ネット局では時刻表示を行っているが、番組送出ではなく各局別の送出となっており、テレビ東京と一部ネット局ではお天気ループも送出している。

| 放送地域      | 放送局         | 放送時間         | 放送系列       | ネット状況 |
| ------------- | -------------- | ---------------- | -------------- | ---------- |
| 関東広域圏    | テレビ東京     | 平日 7:05 - 7:30 | テレビ東京系列 | 制作局     |
| 北海道        | テレビ北海道   | 平日 7:05 - 7:30 | テレビ東京系列 | 同時ネット |
| 愛知県        | テレビ愛知     | 平日 7:05 - 7:30 | テレビ東京系列 | 同時ネット |
| 大阪府        | テレビ大阪     | 平日 7:05 - 7:30 | テレビ東京系列 | 同時ネット |
| 岡山県 香川県 | テレビせとうち | 平日 7:05 - 7:30 | テレビ東京系列 | 同時ネット |
| 福岡県        | TVQ九州放送    | 平日 7:05 - 7:30 | テレビ東京系列 | 同時ネット |

### 過去の放送局
太字の局は、増刊号のみネット。
| 放送地域 | 放送局             | 放送系列       | ネット状況 | 備考                                                 |
| -------- | ------------------ | -------------- | ---------- | ---------------------------------------------------- |
| 日本全域 | キッズステーション | CS放送         | 遅れネット | 『おはスタ5』として放送。                            |
| 日本全域 | BSジャパン         | BS放送         | 同時ネット | 現：BSテレビ東京 前述の通り、開局から1か月弱で終了。 |
| 岩手県   | 岩手めんこいテレビ | フジテレビ系列 | 遅れネット |                                                      |
| 秋田県   | 秋田テレビ         | フジテレビ系列 | 遅れネット |                                                      |
| 富山県   | チューリップテレビ | TBS系列        | 遅れネット |                                                      |
| 熊本県   | テレビ熊本         | フジテレビ系列 | 遅れネット | [ 57 ]                                               |
| 山口県   | テレビ山口         | TBS系列        | 遅れネット |                                                      |
| 滋賀県   | びわ湖放送         | 独立局         | 同時ネット | 2021年9月30日をもって打ち切り。                      |
| 奈良県   | 奈良テレビ         | 独立局         | 同時ネット | 2021年9月30日をもって打ち切り。                      |
| 和歌山県 | テレビ和歌山       | 独立局         | 同時ネット | 2021年9月30日をもって打ち切り。                      |

### 変遷（放送局と放送時間）
| 期間       | 期間       | 放送時間（日本時間）       | 放送時間（日本時間）       |
| 期間       | 期間       | 第1部（645）               | 第2部（現・SUPER LIVE）    |
| ---------- | ---------- | -------------------------- | -------------------------- |
| 1997.10.01 | 1998.03.31 | （放送なし）               | 平日 07:05 - 07:25（20分） |
| 1998.04.01 | 1998.09.30 | 平日 06:45 - 07:05（20分） | 平日 07:05 - 07:25（20分） |
| 1998.10.01 | 2011.09.30 | 平日 06:45 - 07:05（20分） | 平日 07:05 - 07:30（25分） |
| 2011.10.03 | 2013.09.27 | 平日 06:45 - 07:01（16分） | 平日 07:01 - 07:30（29分） |
| 2013.09.30 | 2016.04.01 | 平日 06:45 - 06:59（14分） | 平日 06:59 - 07:30（31分） |
| 2016.04.04 | 現在       | （放送なし）               | 平日 07:05 - 07:30（25分） |

## 番組の休止・内容変更
特番などによる放送の休止・内容変更は以下の通り。2017年までは年末年始を除き当番組が休止することはほとんど無かったが、特別番組などにより当番組を休止することがあり、加えて2018年からは全米女子オープンゴルフ中継の放送権がテレビ東京に移行したことに伴い休止の頻度が増えた。
- 2002年2月25日はソルトレークシティオリンピック（アイスホッケー男子決勝）の中継のため初めての休止。
- 2010年2月25日はバンクーバーオリンピック（スピードスケート女子）の中継のため8年ぶり2度目の休止。
- 2016年8月16日 - 18日はリオデジャネイロオリンピック中継のため6年ぶり3度目の休止。
- 2017年8月29日は北朝鮮によるミサイル発射関連のニュースに伴い前枠の『ニュースモーニングサテライト』の放送時間が急遽拡大されたため[注 71]、番組史上初めて緊急休止となった[注 72]（複数の出演者によるTwitter上の発言によると、スタジオでは番組が放送されているものとして進行していたという[注 73]。なお、後枠の番組以降は通常編成になった）。
- 2017年9月15日は番組開始直前に北朝鮮によるミサイル発射関連のニュースが報道されたのに伴い、前枠の『ニュースモーニングサテライト』の放送時間が急遽拡大されたため同年8月29日以来2度目の緊急休止となった（なお、後枠の『朝の!さんぽ道』の途中〈7:54から〉以降は通常編成になった）[注 72][注 71]。
- 2018年6月1日・4日は全米女子オープンゴルフ中継のため、9ヶ月ぶり6度目の休止。
- 2019年5月20日は全米プロゴルフ選手権中継のため、約1年ぶり7度目の休止。
- 2019年5月31日・6月3日は全米女子オープンゴルフ中継のため、約2週間ぶり8度目の休止。
- 2020年12月14日は全米女子オープンゴルフ中継のため、約1年半ぶり9度目の休止[注 74]。
- 2021年5月24日は全米プロゴルフ選手権中継のため、約5か月ぶり10度目の休止[注 75]。
- 2023年5月31日は北朝鮮によるミサイル発射関連のニュースに伴い前枠の『ニュースモーニングサテライト』の放送時間が急遽拡大されたため、ニュース終了後の7:18からの短縮放送となった。

## 不祥事
- 2006年10月27日の放送で「ブルーベリー」と紹介した植物が、実は「ヨウシュヤマゴボウ」という、根や葉を食すと嘔吐や下痢を起こすという植物であることが発覚。テレビ東京などのニュースで注意を呼びかけることになった。また、翌週の10月30日の放送で山寺がこの件に関する謝罪と「間違って食べないように」との注意喚起を行った。
- 2023年8月28日、レギュラーであったアイクぬわらが8月25日の放送をもって突如番組を降板した。事後報告かつ理由なく降板したことから当初は臆測が飛び交っていたが、29日になって、アイクが未成年者のおはガールを自宅に連れ込んでいたことが週刊文春の報道により判明、テレビ東京の要請により、アイクをおはスタから降板させた[36]。この後、メンバーのうち土方エミリおよび後藤花の所属事務所はそれぞれ報道内容には関与していないとの声明を出した[59][60][61][62]。メンバーのもう1名、河村果歩[注 76]は9月7日に自身のSNSで一連の騒動について謝罪したが、関与の有無に関しては明かさなかった[63]。なお、河村は翌日（9月8日）の生放送に出演したが、ここでも騒動に関することは言及しなかった。

## 関連番組

### テレビ
（秘）おはスタ増刊号（まるひ-増刊号）
1998年10月4日から1999年9月26日まで日曜午前9時から9時30分にテレビ東京系列で1年間放送された日曜版。
メインの制作は共同テレビ。
レギュラー出演はペナルティ (お笑いコンビ)とベッキー、Z-1 (アイドルグループ)所属時の上戸彩など。
本家「おはスタ」で放送されているバラエティコーナーやアニメコーナーを放送するという内容だったが、スタジオ展開が主な平日の「おはスタ」とは違い、コロコロコミックのイベント紹介、流行しているホビー、新作ゲームソフトや人気コミックなどに関連した取材など、屋外ロケを中心としたバラエティに富んだ構成だった。
また、この番組は本家をネットしていない岩手めんこいテレビ、秋田テレビ、テレビ熊本（いずれもフジテレビ系列）、チューリップテレビ、テレビ山口（いずれもTBS系列）でも放送された。本家をネットしているテレビ愛知では土曜日午前7時30分から8時に放送されていた。なお、岩手めんこいテレビでは途中で打ち切られた。
ギャグコロスタジオ
2004年4月4日から2005年3月27日まで放送。
おはコロシアムシリーズ
2006年4月8日から2014年3月29日まで放送された番組。その後、番組タイトルは『おはコロ』→『おはコロっす!』→『おはコロ+（たす）』→『おはコロアップ』→『おはコロポップ』に変更されている。
OHA OHA アニキ
2016年10月14日（13日深夜）から2018年3月30日（29日深夜）まで金曜2時5分 - 2時35分（木曜日深夜）にテレビ東京で放送された深夜版。初代司会者を務めた山寺がメインMCを務め、過去に人気を集めたアニメ、漫画、ゲーム、ホビーなどを紹介する。アシスタントとしていくつかの女性アイドルが交代で出演している。

### ラジオ
OHA-OHA NIGHT
2001年10月7日から2005年3月26日まで、ニッポン放送ほか4局ネットで放送された。こちらは対象年齢がやや高い内容であった。